# ひなビタ♪
『ひなビタ♪』は、2012年11月14日より開始されたコナミデジタルエンタテインメントによるWeb連動型音楽配信企画。

## 概要
「商業施設の発展で寂れてしまった生まれ故郷の日向美商店街（ひなたびしょうてんがい）を盛り上げるべく、5人の少女たちが町興しのためにバンド活動を始める」というバックストーリーに基づき、公式サイトを中心にFacebook上のブログやYouTube上のWebラジオなどで楽曲の制作風景やバンド活動の経過をリアルタイムで実際に報告していき、完成した楽曲を公式サイトおよび着うた、iTunesで随時配信するという体裁を取っている。主人公である5人の少女たちにはそれぞれ担当声優がついており、劇中キャラクターとして実際に歌やラジオ配信で参加している。また、音楽ゲーム『BEMANIシリーズ』への楽曲配信や、漫画・小説化など、他メディアとのコラボレーションも行われている。
作中に登場する「倉野川市（くらのがわし）」は架空の市であるが、2016年4月1日に実在の市である鳥取県倉吉市と姉妹都市提携を行っている。

### スタッフ
- 企画・原案・音楽監修 - TOMOSUKE
- キャラクターデザイン - CUTEG
- 背景デザイン - くろのくろ
- ロゴデザイン - sachi
- デフォルメキャラクターデザイン - にゃいーん。
- WEB制作 - 株式会社アルコル
- 原稿協力 - 冒険企画局
- コミック - ヒロイチ、矢澤おけ
- ライトノベル - 八奈川景晶、しまもと苺

## ストーリー
歴史と由緒ある美しい街並を持つが、交通の便が悪いため観光収入に乏しく雇用創出ができずに消滅可能性都市とされている地方都市・倉野川市が舞台。その倉野川市にある、寂れた商店街・日向美商店街に住む5人の女子中高生による、音楽による地域活性化がテーマの作品である。
ストーリーは基本的に専用Facebookページにてバンドメンバーが日記調に出来事を随筆していくことで進行する、日記体小説風の形式で綴られている。日記の書き込みの纏まりごとに大まかに「シーズン○（数字）」として分けられている。

### シーズン1
主人公の山形まり花が親友の和泉一舞と観に行ったショッピングセンターの「チャスコ」のライブで音楽の持つ力を実感し、元気のなくなった商店街の活気を取り戻すためにバンド結成を決意する。まり花は一舞と共にメンバー探しに奔走した結果、春日咲子、芽兎めうが加入し「日向美ビタースイーツ♪」が結成される。商店街に人を呼び込みお店の人々を元気にするため、知恵を絞ってオリジナル曲を作り上げ様々な形態のライブ活動を行っていった。しかし日向美商店街はかつての街おこしによる疲弊、ショッピングセンターの脅威、さらには商店街内の対立で暗い影を落としており、その暗部はメンバーである春日咲子にも影響を与えていた。

### シーズン2
霜月凛が加入し5人体勢となった日向美ビタースイーツ♪。まり花とめうは商店街のさらなる宣伝のために、商店街名物である「ちくわパフェ」のプロモーションソングを作ることを提案する。同時にいつも一緒に行動していたまり花が作曲で忙しくなり、その暇に耐えられない一舞が凛の家に入り浸り共同で曲を作るという話となった。その後、メンバー内で2人ペアを作り今までになかったお互いの持ち味が出た曲を生み出していった日向美ビタースイーツ♪は、広域観光プロジェクトである鉄道事業「ふるさとほうき星号」に関わることで、商店街のみならず倉野川市や周辺市町村で一目置かれるバンドとなった。

### シーズン3
倉野川市の隣町の由良に「みらいタワー・ほしゆめ」が建造される。これは地方創生金に絡んだ巨大エンタメ企業「レゾン・エンターテインメント」による事業だった。レゾン・エンターテインメントはみらいタワー・ほしゆめに絡んで、ローカルアイドル「ここなつ」のプロモーション活動を始める。倉野川や周辺の商業圏・経済圏はほしゆめの進出によって塗り替えられ、ほしゆめの傘下となる商店街も出てきてしまった。自分達の街の個性が失われていくことに危惧したまり花達は、倉野川が本来持つ歴史的な古き良き趣を皆に音楽で伝えようとする。日向美商店街の人々もその考えに賛同し「温故知新まつり」が開催される。しかし、飛ぶ鳥を落とす勢いでローカルアイドルとして人気を得て行った「ここなつ」の影響は商店街までに及び、まり花達の想いを伝えるのは困難であった。そんな中ここなつの1人、東雲夏陽がステージ中に倒れる事件が起こった。

### シーズン4
地域を活性化させた今までの功績が認められ、市から観光大使として任命された日向美ビタースイーツ♪。一方でレゾン・エンターテインメントの呪縛から逃れたここなつもまた、銀座商店街の中華料理屋「ロンロン」の看板娘として地域に密着した活動を始めた。そして、彼女らの前に現れた遥々神奈川県の平塚市からやってきたという久領堤纒。敏腕タウンマネージャーと日向美ビタースイーツ♪、そしてここなつによる「地方創生大作戦」はここに始まった。

### シーズン5
日本一女子力が高いとも言われるスイーツショップ『チョコ・ホララ』が、倉野川市にオープンした。まり花、めう、心菜はそのファンクラブ『ホララ・ホリック』に入会しプロモーション活動を開始する。一方昭和レトロの魅力に取りつかれた一舞は咲子、夏陽と組んで商店街と倉野川市の魅力を伝えるために奮闘する。そんな中、突如として凛が日向美ビタースイーツ♪の脱退を宣言。姿をも眩ませてしまう。

### シーズン6
4月に1学年進級したメンバーは、各々勉強に追われる日々が続いていた。そんな中一人手持ち無沙汰だっためうは、ある日土手で吟遊詩人を名乗る謎の老人と出会い「世界を救うため7人の勇者と7つの調べを揃えよ」と不思議な依頼を受ける。めうは忙しいメンバー達に一夏の思い出を作ってもらおうと一人で日向美ビタースイーツ♪とここなつメンバー全員のプロデュースを始める。

## 登場キャラクター
企画当初より登場キャラクターらは年を重ねていなかったが、2017年度初頭に1学年進級した。

### 日向美ビタースイーツ♪
『ひなビタ♪』の主役となるガールズバンド「日向美ビタースイーツ♪（ひなたびビタースイーツ）」は、以下の5人から成り立つ。
キャラクター名は、TOMOSUKEの代表曲「凛として咲く花の如く」の曲名および歌詞に由来する。
『ひなビタ♪』企画そのものは2012年11月14日より開始しているが、バンドの結成日は2012年11月25日となっている。
シーズン4では倉野川市の観光大使として任命されている。
山形 まり花（やまがた まりか）
声 - 日高里菜
レコード店「サウダージ」の娘で、バンドリーダー。ボーカル・キーボード担当で、高校2年生→高校3年生。9月22日生まれ。身長154cm。血液型はB型。好きな音楽は渋谷系。普段はゆるふわ天然のスイーツだが、大事な局面は何時もリーダーシップを発揮しており、メンバーらからの信頼は厚い。「大丈夫だよ！絶対、大丈夫だよっ！」が口癖。楽譜が読めなかったにもかかわらず、感覚でハイレベルな作曲をこなす高い音楽センスの持ち主。大のスイーツ好きで、甘いものであれば食べられる。愛用楽器は「Nord Electro3」。
和泉 一舞（いずみ いぶき）
声 - 津田美波
洋服店「いずみ洋裁店」の娘。ボーカル・ベースギター担当で、高校2年生→高校3年生。8月10日生まれ。身長160cm。血液型はA型。好きな音楽はアニソン・ボカロ系。まり花とは店が隣り合わせであり、幼少期からの幼馴染みで親友。一人称および愛称は「イブ」であり、他の人にもこの名で呼ばせている。「田舎」と呼ばれるのが大嫌いな都会に憧れるギャル。自信過剰で目立ちたがり屋なところがあり、へたれ属性がある半面で、真面目で面倒見が良い姉御肌だったり、家庭的な一面も持つ。お化けや虫が苦手。歌詞センスが独特で、そのことを気にしていた。「 - だし!」が口癖。愛用楽器は「CARVIN SB4000」。
春日 咲子（かすが さきこ）
声 - 山口愛
商店街のランドマークの純喫茶「シャノワール」の娘。ボーカル・アコースティックギター担当で、高校2年生→高校3年生。2月4日生まれ。身長158cm。血液型はA型。好きな音楽はアコースティックポップ、メタル。両親は既に離婚しており、母方に引き取られている（旧姓は「橘」）。このため、普段は実家の「シャノワール」でメイド服を着て、店を切り盛りしている。おっとりとした性格でメンバーの癒しとなっているが、家庭の問題が解決して本当の自分を取り戻した後には、時折強気で強引な面を見せておりメンバーらを驚かせている。「とってもとっても」が口癖。愛用楽器は「Ovation Celebrity」。「シュヴァルツ・トイフェル」と名付けたエレキギターを弾くこともあるが、その際は音楽性と人格が一変する。
高校卒業後も倉野川に残るつもりではあるが、まり花やイブと共に受験勉強をしている。
芽兎 めう（めう めう）
声 - 五十嵐裕美
商店街一老舗の印鑑店「兎月堂」の娘。ボーカル・ドラム担当で、中学3年生→高校1年生。8月5日生まれ。身長145cm。血液型はO型。好きな音楽はアイドルソング、電波ソング。ピンク色の髪が特徴で、一人称と口癖が「めう」であり、幼く独特な言葉遣いをする。凄腕の音ゲーマーであり、各種BEMANIシリーズの高難易度譜面も軽々とこなす実力を持つ。エキセントリックな言動でトラブルメーカーとされているが、頭の回転が早く、メンバー愛と郷土愛は誰よりも深い。また、高いパフォーマースキルやコスプレ衣装作りの才能を持つ。運動も得意で、サイクリングも趣味。幼少時は黒髪で、現在とは対照的に非常に臆病な性格だった。愛用楽器は自作の「ズンドコうさ丸」。
予てからの志望校だった天神学園に進学を果たした。普段の髪型では校則違反となってしまうことから、当初はカツラを被って登校していた。程なくして凛に没収された後、2019年5月のライブの時点では黒髪に戻している。
また、メンバーで唯一受験を控えていないため、バンド活動の再開を見越して曲を作ってストックしておく意向を示している。
霜月 凛（しもつき りん）
声 - 水原薫
古書店「霜月書林」の娘。ボーカル・エレキギター担当で、高校3年生→浪人生。11月3日生まれ。身長160cm。血液型はAB型。好きな音楽はエモ、シューゲイザー、オルタナティブロック。ミシェル・フーコー他ポストモダン系の哲学書と澁澤龍彦、三島由紀夫、夢野久作のなどデカダンス系の小説を好んでいる文学少女。性格は極めて気難しいニヒリストであり、斜陽する商店街、寂れゆくもの等破滅に対し高い美意識を持っている。その反面で、実は極度の恥ずかしがり屋でもある。進学校である天神学園に通っており、成績は全国トップクラスで、音楽知識も豊富。他のメンバーたちのことは名前では呼ばず、「レコード屋（まり花）」・「洋服屋（一舞）」・「はんこ屋（めう）」・「喫茶店（咲子）」とそれぞれの家業で呼んでいる。但し特例として、ラジオで1度（まり花は2度）だけ、また2018年3月のライブのMCにおいて本名を呼ぶシーンがある。愛用楽器は「Fender Jazzmaster」。
高校卒業後は安吾のいない霜月書林の店番や実力不足を理由に浪人しているが、咲子はまり花たちと一緒に同級生として進学したいのではと推測している。

### ここなつ
シーズン3から登場。東雲夏陽と東雲心菜による、双子のアイドルユニット。両者とも15歳の高校1年生で、6月12日生まれ。身長153cm。血液型はO型。
シーズン3当初は巨大商業施設「みらいタワー・ほしゆめ」のプロモーションのためにローカルアイドルとして活動しており、『日向美ビタースイーツ♪』のライバル的な立場だったが、アイドル活動の一時休止の一件を経て『日向美ビタースイーツ♪』のメンバーらと和解して友情が芽生え、合作も行っている。シーズン4以降は、銀座商店街の中華料理屋『ロンロン』でアルバイトをしつつ、活動を再開している。
東雲 夏陽（しののめ なつひ）
声 - 日南結里
文京区湯島生まれ。さくら野高等学校1年生で双子の姉。好きな音楽はEDM。妹の心菜との仲は良好で彼女に対しては優しく、生まれた家の家庭環境が極めて悪かったこともあって、幼少期は常に心菜を庇って生きてきた。彼女を笑顔にさせたいという一心がきっかけでアイドルになることを決心し、アイドル事務所のオーナーである東雲家に引き取られ、レゾン・エンターテインメントの傘下事務所のアイドルとして活動するため、倉野川市へ引っ越す。倉野川に対して田舎と辟易している。アイドル活動におけるプロ意識が強い。「にゃははははは」という笑い方が特徴。プライドが高い性格で、当初は『日向美ビタースイーツ♪』のことを「ちくわバンド」呼ばわりして見下しており、メンバーもパート名で呼んでいた。しかし後述の通り、時を重ねるにつれてメンバーらとも親交が深まり、心菜がメンバーを愛称で呼ぶようになって以来は、同じように呼んでいる。ただし、アイドル活動の一時休止の一件から一舞に対しては特別な思いがあり、彼女のことだけは本名で呼ぶ。DIYが得意。
東雲 心菜（しののめ ここな）
声 - 小澤亜李
文京区湯島生まれ。双子の妹。好きな音楽はテクノポップ、エレクトロニカ。家庭環境の悪さから、人間不信になった姉の孤独化を心配し姉に友達を作りたいという一心がきっかけで、姉と共にアイドル活動を始める。姉とは対照的に内気な性格で、人とのコミュニケーションが苦手で常にタブレットを持ち歩いており、そこから意思を表示させている。普段は眼鏡をかけているが、アイドル活動時は外している。姉とは異なり、『日向美ビタースイーツ♪』に対しては当初から好意的で、メンバーのことは当初は姉と同じく一舞のみ本名、他の4名はパート名で呼んでいたが、夏陽が『日向美ビタースイーツ♪』と和解した後はまり花を「まりん」と呼ぶなど、愛称を使うようになった。好きなものは動物と変わったスイーツ。模型制作が得意。

### その他
ひなちくん
声 - くりむ
地域の名物のちくわとウサギの武将をモチーフとした商店街のマスコットキャラクター。テーマソングも存在する。
かつてはデザイン・テーマソング共にキリッとしていたが、商店街の衰退と共に子供達の落書きや替え歌による脱力感漂う現在のものへと変化していった。
星見 日向（ほしみ ひなた）
声 - 小松未可子
日向美商店街出身の女子大生。天神学園の卒業生で、現在は東京の大学に通っているが郷土愛に溢れ、時々商店街に帰ってきてバンドの活動を陰ながらサポートしている。
めうの幼馴染であり、幼少時は引っ込み思案な性格だっためうが現在のようになったのは、現在コスプレ喫茶やアニメグッズ店で働いている彼女の影響であるとされている。ボーイッシュな見た目で、一舞に男性と間違われたこともある。
サウンドトラックのブックレートで容姿が初公開され、後にFacebookでも確認できるようになった。
久領堤 纒（くりょうづつみ まとい）
声 - 山北早紀
倉野川市観光課の職員。10月1日生まれ。
倉野川市観光課が中心となって立ち上げた「ふるさと倉野川TMO」のタウンマネージャーを務める。
倉野川ではなく、神奈川県平塚市の出身。地域活性化の仕事に興味を持っていたところで、日向の働く店で日向美ビタースイーツ♪を知り、倉野川市で働くことを決意した。シーズン4からブログ「倉野川観光課だより」の運営および案内役を務めている。
ひなビタ♪初の東京ライブ「SWEET SMILE PARADE 待っててね、東京さんっ！」では司会進行を務めた。
おさしみ、かつおぶし
日向美商店街付近を徘徊している二匹の野良猫。
胸が豊満な女性に懐く習性があり、一舞や咲子によくじゃれつく一方、めうや日向に対しては冷たい。
山形 滋・山形 杏
まり花の両親。
滋は「サウダージ」の店主。
杏は普段海外で働いているが、時々倉野川に帰りまり花に姿を見せる。
和泉 啓祐・和泉 璃子
一舞の両親。
璃子は服飾デザイナーで、さくら野高校の制服のデザインも手掛けた。
橘 辰巳・春日 美沙
咲子の両親。
辰巳はかつて商店街と商業圏を争っていたショッピングセンター「チャスコ」の幹部。旧世代の町おこしの際に起こった守旧派との対立問題も絡んだことで美沙と離婚し倉野川を出たが、東京で勉強と経験を重ねたのち倉野川に戻り、現在はさくら野地区と日向美地区の関係改善を志向している。
また辰巳はGITADORAシリーズの実力者でもあり、めうからは「たっちん」と呼ばれている。
芽兎 源之助
めうの父。「兎月堂」店主。
各界に通じているとの噂も流れる、つかみどころのない人物。
霜月 安吾・霜月 栞乃
凛の両親。
「霜月書林」の店主でもある安吾は前衛的な写真家である一方子供向けの絵本も書いている。他人と関わることには消極的であるが、本の面白味を理解できる心菜とは交流を持つようになった。
また、凛の一家は当初弓削島で生活していたが、凛が幼い頃に栞乃を残し倉野川に移住した。
石川 博
日向美商店街「おもちゃのイシカワ」店主。
日向美ビタースイーツ♪のメンバーからは「石川のおじちゃん」と呼ばれている。
小谷 善郎
日向美商店街の会長。
日向美ブルームーン
作中の舞台から約30年前の1980年代初頭に日向美商店街に住むメンバーによって結成されたバンド。「日向美ビタースイーツ♪」の親世代にあたる。代表曲は「琥珀のくちづけ」。
構成は、ボーカル：春日美沙、ピアノ：山形滋、アコースティックギター：橘辰巳、ウッドベース：石川博、ドラム：小谷善郎。
moonbow
日向美商店街から電車で２時間ほど離れた町「因幡」を中心に活動するガールズバンド。リーダーは後藤由梨沙。代表曲は「メリーゴーラウンド」。
ふるさとグランプリにて知り合った「日向美ビタースイーツ♪」を高く評価しており、自分達が主に活動しているライブハウス「AZTeCa」での対バンを持ちかける。
まり花たちとは良き友人で、「日向美ビタースイーツ♪」にとっての先生バンドである、との発言もある。
作中では全国的に活動の幅を広げていっている。
貴船 元佐
倉野川市市長。
倉吉市との姉妹都市提携協定書に、倉吉市長の石田耕太郎と共に署名しているのが確認できる。
Facebook上では、桜まつりの際にめうの口調を真似ていた、と描写されている（これは、実際の桜まつりでの倉吉市長の発言を基にしている）。

## ディスコグラフィ
以下、『ひなビタ♪』のキャラクターの声優がボーカルを担当している曲はキャラクター名のみを記載し、演じた声優名は省略する。
各サウンドトラック収録曲の音楽ゲームにおける収録については、下節の#音楽ゲームへの収録を参照。

### ひなビタ♪ ORIGINAL SOUNDTRACK
『ひなビタ♪ ORIGINAL SOUNDTRACK』（ひなびた♪ オリジナル・サウンドトラック）は、2013年9月18日発売の日向美ビタースイーツ♪による日本のサウンドトラック・アルバムである。発売レーベルはコナミデジタルエンタテインメント。メディアミックス企画「ひなビタ♪」（シーズン1）の楽曲を収録したサウンドトラックで、フルコーラス版として収録されている。ボーナス・トラックとして、練習デモ音源（公式サイト内「ひなビタ♪放送局」で公開されているもの）が収録されている。
収録曲
1. 恋とキングコング
（作詞・作曲：ササキトモコ）
（作中の設定上は作詞：山形まり花、作曲：山形まり花・春日咲子）
  - 山形まり花ボーカル曲。『pop'n music』シリーズにおけるジャンル名は「スイーツポップ」。
2. イブの時代っ!
（作詞：末永茉己、作曲：藤田淳平(Elements Garden)）
（作中の設定上は作詞・作曲：和泉一舞）
  - 和泉一舞ボーカル曲。『pop'n music』シリーズにおけるジャンル名は「ハイテンションギャルロック」。
3. めうめうぺったんたん!!
（作詞：夕野ヨシミ(IOSYS)、作曲：ARM(IOSYS)）
（作中の設定上は作詞・作曲：芽兎めう）
  - 芽兎めうボーカル曲。『pop'n music』シリーズにおけるジャンル名は「萌えおこし電波ソング」。
4. とってもとっても、ありがとう。
（作詞・作曲：TOMOSUKE）
（作中の設定上は作詞・作曲：春日咲子）
  - 春日咲子ボーカル曲。『pop'n music』シリーズにおけるジャンル名は「グラティテュード」。
5. 虚空と光明のディスクール
（作詞：あさき、作曲：TOMOSUKE）
（作中の設定上は作詞・作曲：霜月凛）
  - 霜月凛ボーカル曲。『pop'n music』シリーズにおけるジャンル名は「文学少女ロック」。
6. 凛として咲く花の如く〜ひなビタ♪ edition〜
（作詞：あさき、作曲：TOMOSUKE）
  - BEMANIシリーズ収録曲のカバー。ボーカルはメンバー全員が担当。
7. ひなちくんのうた
（作詞・作曲：TOMOSUKE）
  - 日向美商店街のマスコットキャラクターであるひなちくんのテーマ曲。ボーカルはくりむが担当。音楽ゲームには収録されていないが、コナミによるショート版公式PVが存在する[6]。
8. 恋とキングコング（練習@シャノワールver）
  - シャノワールで練習した設定の音源。
9. イブの時代っ!（練習@サウダージver）
  - サウダージで練習した設定の音源。
10. めうめうぺったんたん!!（練習@サウダージver）
  - サウダージで練習した設定の音源。
11. とってもとっても、ありがとう。（練習@シャノワールver）
  - シャノワールで弾き語りを披露した設定の音源。
12. 虚空と光明のディスクール（練習@サウダージver）
  - サウダージで練習した設定の音源。
13. ひなちくんのうた（まり花&一舞ver）
  - ボーカルを山形まり花と和泉一舞に差し替えたバージョン。

### Bitter Sweet Girls!
『Bitter Sweet Girls!』（ビター・スウィート・ガールズ!）は、2014年3月19日発売の日向美ビタースイーツ♪の2枚目のサウンドトラック・アルバムである。発売レーベルはコナミデジタルエンタテインメント。前作に収録されていたシーズン1の6曲（再録）に加え、シーズン2でのデュオ編成の新曲5曲を新規収録したほか、ライブハウスでのメンバー紹介をイメージしたトラックが収録されており、TOMOSUKEが作曲に関わったBEMANI楽曲をメンバーがカバーする演出がある。
収録曲
1. 恋とキングコング
2. イブの時代っ！
3. めうめうぺったんたん！！
4. とってもとっても、ありがとう。
5. 虚空と光明のディスクール
6. 凛として咲く花の如く 〜ひなビタ♪ edition〜
  - トラック1 - 6は『ひなビタ♪ ORIGINAL SOUNDTRACK』からの再録。
7. ちくわパフェだよ☆CKP
（作詞：夕野ヨシミ(IOSYS)、作曲：ARM(IOSYS)、TOMOSUKE）
（作中の設定上は作詞：山形まり花・芽兎めう、作曲：山形まり花）
  - 山形まり花・芽兎めうボーカル曲。『pop'n music』シリーズにおけるジャンル名は「スイーツプログレッシヴ」。
8. カタルシスの月
（作詞：有里泉美、作曲：藤田淳平(Elements Garden)）
（作中の設定上は作詞・作曲：霜月凛・和泉一舞）
  - 霜月凛・和泉一舞ボーカル曲。『pop'n music』シリーズにおけるジャンル名は「エモーショナルデュオ」。
9. ホーンテッド★メイドランチ
（作詞：夕野ヨシミ(IOSYS)、作曲：ARM(IOSYS)）
（作中の設定上は作詞：春日咲子・芽兎めう、作曲：春日咲子）
  - 春日咲子・芽兎めうボーカル曲。『pop'n music』シリーズにおけるジャンル名は「メイドメタル」。
10. 滅びに至るエランプシス
（作詞：脇田潤、作曲：TOMOSUKE）
（作中の設定上は作詞・作曲：霜月凛）
  - 霜月凛・春日咲子ボーカル曲。『pop'n music』シリーズにおけるジャンル名は「浪漫歌謡」。
11. 走れメロンパン
（作詞・作曲：ササキトモコ）
（作中の設定上は作詞：山形まり花・和泉一舞、作曲：山形まり花）
  - 山形まり花・和泉一舞ボーカル曲。『pop'n music』シリーズにおけるジャンル名は「フォーエバーフレンズ」。
12. メンバー紹介っ！
（作曲・編曲：TOMOSUKE）
  - ライブイベントの締めとして、メンバー5人がTOMOSUKE楽曲のカバーと共に紹介を行う。

  1. 黒髪乱れし修羅となりて / 霜月凛
  2. 空言の海 / 春日咲子
  3. cosmic agenda / 和泉一舞
  4. 恋はどう?モロ◎波動OK☆方程式!! / 芽兎めう
  5. jet coaster☆girl / 山形まり花
13. ちくわパフェだよ☆CKP（練習@サウダージver）
14. カタルシスの月（練習@霜月書林ver）
15. ホーンテッド★メイドランチ（練習@シャノワールver）
16. 滅びに至るエランプシス（練習@霜月書林ver）
17. 走れメロンパン（練習@サウダージver）

### ミライプリズム
『ミライプリズム』は、2014年12月24日発売のここなつの1枚目のサウンドトラック・アルバムである。発売レーベルはコナミデジタルエンタテインメント。「ミニアルバム」という扱いで、シーズン3で初登場したここなつによるオリジナル曲3曲に加え、カバー曲2曲を収録。
収録曲
1. ミライプリズム
（作詞・作曲：tilt-six）
  - 東雲夏陽・東雲心菜ボーカル曲。
2. キミヱゴサーチ
（作詞・作曲：sasakure.UK）
  - 東雲夏陽・東雲心菜ボーカル曲。
3. ポメグラネイト
（作詞・作曲：millstones）
  - 東雲夏陽・東雲心菜ボーカル曲。
4. さよならトリップ 〜夏陽 EDM edition〜
（作詞：くりむ、作曲：TOMOSUKE、編曲：Sota Fujimori）
  - BEMANIシリーズ収録曲のカバー。東雲夏陽ボーカル曲。
5. 魔法のたまご 〜心菜 ELECTRO POP edition〜
（作詞：くりむ、作曲：TOMOSUKE、編曲：Sota Fujimori）
  - BEMANIシリーズ収録曲のカバー。東雲心菜ボーカル曲。
6. ミライプリズム(instrumental)
7. キミヱゴサーチ(instrumental)
8. ポメグラネイト(instrumental)

### Chocolate Smile Girls!!
『Chocolate Smile Girls!!』（チョコレート・スマイル・ガールズ!!）は、2015年3月25日発売の日向美ビタースイーツ♪の3枚目のサウンドトラック・アルバムである。発売レーベルはコナミデジタルエンタテインメント。シーズン3からのデュエット曲、およびここなつの楽曲も収録されている。
収録曲
1. 都会征服Girls☆
（作詞：夕野ヨシミ(IOSYS)、作曲：ARM(IOSYS)）
（作中の設定上は作詞：和泉一舞、作曲：芽兎めう）
  - 和泉一舞・芽兎めうボーカル曲。
2. 温故知新でいこっ!
（作詞・作曲：ササキトモコ）
（作中の設定上は作詞：春日咲子、作曲：山形まり花）
  - 山形まり花・春日咲子ボーカル曲。
3. 滅亡天使 † にこきゅっぴん
（作詞：夕野ヨシミ(IOSYS)、作曲：ARM(IOSYS)）
（作中の設定上は作詞・作曲：芽兎めう）
  - 霜月凛・芽兎めうボーカル曲。
4. 乙女繚乱 舞い咲き誇れ
（作詞：有里泉美、作曲：藤田淳平（Elements Garden））
（作中の設定上は作詞：春日咲子、作曲：和泉一舞）
  - 和泉一舞・春日咲子ボーカル曲。
5. 水月鏡花のコノテーション
（作詞：あさき、作曲：TOMOSUKE）
（作中の設定上は作詞・作曲：霜月凛）
  - 霜月凛・山形まり花ボーカル曲。
6. ツーマンライブ
（作詞・作曲：DECO*27）
（作中の設定上は作詞：東雲夏陽、作曲：山形まり花・和泉一舞・春日咲子・芽兎めう・霜月凛）
  - 東雲夏陽ボーカル曲。アーティスト名義は「東雲夏陽 meets 日向美ビタースイーツ♪」。
7. キモチコネクト
（作詞・作曲：Junky）
（作中の設定上は作詞：東雲心菜、作曲：山形まり花・和泉一舞・春日咲子・芽兎めう・霜月凛）
  - 東雲心菜ボーカル曲。アーティスト名義は「東雲心菜 meets 日向美ビタースイーツ♪」。
8. ミライプリズム
（作詞・作曲：tilt-six）
  - 東雲夏陽・東雲心菜ボーカル曲。アーティスト名義は「ここなつ meets 日向美ビタースイーツ♪」。
  - 『ミライプリズム』収録の原曲と異なり、バンドアレンジが加えられている。音楽ゲームでは「ミライプリズム(collaboration ver.)」と改題されて収録。
9. チョコレートスマイル
（作詞：くりむ、作曲：TOMOSUKE）
  - ボーカルは日向美ビタースイーツ♪とここなつのメンバー7人全員が担当。
10. 都会征服Girls☆（練習@兎月堂ver）
11. 温故知新でいこっ!（練習@サウダージver）
12. 滅亡天使 † にこきゅっぴん（練習@兎月堂ver）
13. 乙女繚乱 舞い咲き誇れ（練習@シャノワールver）
14. 水月鏡花のコノテーション（練習@サウダージver）

### ひなビタ♪ Five Drops
『ひなビタ♪ Five Drops』シリーズは、「日向美ビタースイーツ♪」のメンバー5人それぞれのソロシングル。いずれも全8曲収録（インストゥルメンタル含む）。いずれもシーズン1とシーズン4で発表した各ソロ曲に加え、完全新曲各2曲、『Bitter Sweet Girls!』の「メンバー紹介っ!」で使用されたカバー曲の単曲バージョン、インストゥルメンタル3曲を収録。
各CDにはコナミスタイル限定特典として『SOUND VOLTEX』と『MÚSECA』で使えるデジタルコンテンツのコードが付属する。
後に、本CDで初登場した新曲のうち各シングルから1曲ずつが、2016年2月26日より開催されたBEMANI機種合同イベント「日向美ちくわ姫決定戦」にて『pop'n music éclale』、『GITADORA Tri-Boost』、『jubeat prop』、『REFLEC BEAT VOLZZA』、『MÚSECA』に、それぞれ条件を満たすと出現する隠し楽曲として収録されている。

#### Five Drops 01 -sunny orange- 山形まり花
2015年12月23日発売。インストゥルメンタルを除き、全て山形まり花ボーカル曲。
収録曲
1. 恋とキングコング
  - 『ひなビタ♪ ORIGINAL SOUNDTRACK』および『Bitter Sweet Girls!』からの再録。
2. neko*neko
（作詞・作曲：ササキトモコ）
3. ぽかぽかレトロード
（作詞：くりむ、作曲：TOMOSUKE）
4. クラゲファンタジーソーダ
（作詞・作曲：ササキトモコ）
5. jet coaster☆girl〜まり花edition〜
（作詞：イケミズマユミ(Three Berry Icecream)、作曲・編曲：TOMOSUKE）
  - BEMANIシリーズ収録曲のカバー。『Bitter Sweet Girls!』の「メンバー紹介っ!」メドレー楽曲からの単曲バージョン。
6. neko*neko(Instrumental)
7. ぽかぽかレトロード(Instrumental)
8. クラゲファンタジーソーダ(Instrumental)

#### Five Drops 02 -honey lemon- 和泉一舞
2016年1月6日発売。インストゥルメンタルを除き、全て和泉一舞ボーカル曲。
収録曲
1. イブの時代っ!
  - 『ひなビタ♪ ORIGINAL SOUNDTRACK』および『Bitter Sweet Girls!』からの再録。
2. 激アツ☆マジヤバ☆チアガール
（作詞：夕野ヨシミ(IOSYS)、作曲：ARM(IOSYS)、Gt：ジュクチョー(COOL&CREATE)、Ba：john=hive）
3. 双星ルミネセンス
（作詞：虎ヶ咲まなみ、作曲：pizuya）
  - 和泉一舞・東雲夏陽ボーカル曲。アーティスト名義は「一舞 & 夏陽」。
4. 完全無欠の無重力ダイブ
（作詞・作曲：しゃばだば(Sound CYCLONE)、Gt：テラ(少女理論観測所)、Ba：原田ソウ(Sound CYCLONE)）
5. cosmic agenda〜一舞edition〜
（作詞：フランシスマヤ、作曲・編曲：TOMOSUKE）
  - BEMANIシリーズ収録曲のカバー。『Bitter Sweet Girls!』の「メンバー紹介っ!」メドレー楽曲からの単曲バージョン。
6. 激アツ☆マジヤバ☆チアガール(Instrumental)
7. 双星ルミネセンス(Instrumental)
8. 完全無欠の無重力ダイブ(Instrumental)

#### Five Drops 03 -strawberry milk- 芽兎めう
2016年1月13日発売。インストゥルメンタルを除き、全て芽兎めうボーカル曲。
収録曲
1. めうめうぺったんたん!!
  - 『ひなビタ♪ ORIGINAL SOUNDTRACK』および『Bitter Sweet Girls!』からの再録。
2. 地方創生☆チクワクティクス
（作詞：夕野ヨシミ(IOSYS)、作曲：ARM(IOSYS)）
3. エキサイティング！！も・ちゃ・ちゃ☆
（作詞・作曲：MOSAIC.WAV）
4. 遠く遠く離れていても…
（作詞：狐夢想(COOL&CREATE)、作曲：ARM(IOSYS)）
5. 恋はどう？モロ◎波動OK☆方程式!!〜めうedition〜
（作詞：しらたまぷりん(あべにゅうぷろじぇくと)、作曲・編曲：理系男子(TOMOSUKE)）
  - BEMANIシリーズ収録曲のカバー。『Bitter Sweet Girls!』の「メンバー紹介っ!」メドレー楽曲からの単曲バージョン。
6. 地方創生☆チクワクティクス(Instrumental)
7. エキサイティング！！も・ちゃ・ちゃ(Instrumental)
8. 遠く遠く離れていても…(Instrumental)

#### Five Drops 04 -pure grape- 春日咲子
2016年2月3日発売。インストゥルメンタルを除き、全て春日咲子ボーカル曲。
収録曲
1. とってもとっても、ありがとう。
  - 『ひなビタ♪ ORIGINAL SOUNDTRACK』および『Bitter Sweet Girls!』からの再録。
2. 漆黒のスペシャルプリンセスサンデー
（作詞：普透明度、作曲：pizuya）
3. とびっきりのふわっふわ
（作詞・作曲：ジュクチョー）
4. 空の飛び方
（作詞・作曲：YeYe）
5. 空言の海〜咲子edition〜
（作詞：音々、作曲・編曲：TOMOSUKE）
  - BEMANIシリーズ収録曲のカバー。『Bitter Sweet Girls!』の「メンバー紹介っ!」メドレー楽曲からの単曲バージョン。
6. 漆黒のスペシャルプリンセスサンデー(Instrumental)
7. とびっきりのふわっふわ(Instrumental)
8. 空の飛び方(Instrumental)

#### Five Drops 05 -bergamot mint- 霜月凛
2016年2月17日発売。インストゥルメンタルを除き、全て霜月凛ボーカル曲。
収録曲
1. 虚空と光明のディスクール
  - 『ひなビタ♪ ORIGINAL SOUNDTRACK』および『Bitter Sweet Girls!』からの再録。
2. フラッター現象の顛末と単一指向性の感情論
（作詞・作曲：岸田(岸田教団&THE明星ロケッツ)）
3. 3 A.M. ディテクティブ・ゲーム
（作詞：黒田椋子(IOSYS)、作曲：コバヤシユウヤ(IOSYS) feat.紅い流星）
4. 寂寞たる世界の終末は
（作詞：黒田椋子(IOSYS)、作曲：コバヤシユウヤ(IOSYS)）
5. 黒髪乱れし修羅となりて〜凛edition〜
（作詞：茶太、作曲・編曲：TOMOSUKE）
  - BEMANIシリーズ収録曲のカバー。『Bitter Sweet Girls!』の「メンバー紹介っ!」メドレー楽曲からの単曲バージョン。
6. フラッター現象の顛末と単一指向性の感情論(Instrumental)
7. 3 A.M. ディテクティブ・ゲーム(Instrumental)
8. 寂寞たる世界の終末は(Instrumental)

### シンクロノーツ
『シンクロノーツ』は、2016年3月16日発売のここなつの2枚目のサウンドトラック・アルバム。発売レーベルはコナミデジタルエンタテインメント。前作『ミライプリズム』がミニアルバムだったのに対し、今作は「ここなつのファーストアルバム」という扱いで、シーズン3 - 4のオリジナル曲に加え、『SOUND VOTEX III GRAVITY WARS』とのコラボ企画「みんなでここなつをプロデュース！」で採用された楽曲のフルサイズ版も含めた全15曲収録となる。
収録曲
特筆しない限り、いずれも東雲夏陽・東雲心菜ボーカル曲。
1. ミライプリズム
2. キミヱゴサーチ
3. ポメグラネイト
  - トラック1 - 3は『ミライプリズム』からの再録。
4. ツーマンライブ
5. キモチコネクト
  - トラック4 - 5は『Chocolate Smile Girls!!』からの再録。いずれもソロ曲。
6. ロンロンへ ライライライ！
（作詞・作曲：ヒゲドライバー）
7. コンフェイト＊コンチェルト
（作詞・作曲：U-ske）
  - 楽曲ジャンル「テクノポップ」採用作品。
8. 闇夜舞踏会 -緋碧と蝶のためのmasquerade-
（作詞：イオ、作曲：あおいひと）
  - 楽曲ジャンル「ゴシック」採用作品。
9. 千客万来☆無問題！
（作詞：いつきり、作曲：uma）
  - 楽曲ジャンル「中華」「EDM」採用作品。
10. ムラサキグルマ
（作詞・作曲：はるなば）
  - 楽曲ジャンル「和風」採用作品。
11. Finally Dive
（作詞・作曲：lapix）
  - 楽曲ジャンル「EDM」採用作品。
12. 「ここなつ☆」は夢のカタチ
（作詞・作曲：A than_Lily）
  - 楽曲ジャンル「電波」採用作品。
13. アナーキーインザ夕景
（作詞・作曲：ぬゆり）
  - 楽曲ジャンル「ロック」採用作品。
14. モラトリアムノオト
（作詞：桜井みお、作曲：シンゴ（マッカチン企画）＆アラ）
  - 東雲夏陽ボーカル曲。楽曲ジャンル「なつひソロ」「ロック」採用作品。
15. キズナ
（作詞・作曲：上村香月）
  - 東雲心菜ボーカル曲。楽曲ジャンル「ここなソロ」「ロック」採用作品。

### 倉野川音頭 桜まつり♪記念CD
『倉野川音頭 桜まつり♪記念CD』（くらのがわおんど さくらまつり きねんシーディー）は、2016年5月27日発売の日向美ビタースイーツ♪のシングル。発売レーベルはコナミデジタルエンタテインメント。
元々は倉吉市と倉野川市の姉妹都市提携を記念して、2016年4月16日・17日に鳥取県倉吉市で開催された「くらよし桜まつり♪」で行われた新曲発表会に合わせ、桜まつり♪物販で数量限定先行販売されたCDである。
収録曲
1. 倉野川音頭
（作詞：くりむ、作曲：TOMOSUKE、編曲：牧戸太郎）
  - アーティスト名義は「日向美ビタースイーツ♪＆ひなちくん」。ボーカルは日向美ビタースイーツ♪の5人と、ひなちくん（声：くりむ）が担当。
2. 琥珀のくちづけ
（作詞：くりむ、作曲・編曲：TOMOSUKE）
  - 和泉一舞ボーカル曲。アーティスト名義は「日向美ビタースイーツ♪＆日向美ブルームーン」。
  - 親世代のバンドである「日向美ブルームーン」が30年前にリリースした楽曲のカバーという設定。そのため「倉野川観光課だより」では「琥珀のくちづけ 〜二世代edition〜」と紹介されていた。
3. 倉野川音頭(カラオケ)
4. 琥珀のくちづけ(カラオケ)

### Home Sweet Home
『Home Sweet Home』（ホーム・スウィート・ホーム）は、2017年3月15日発売の日向美ビタースイーツ♪の4枚目のサウンドトラック・アルバム。発売レーベルはコナミデジタルエンタテインメント。『バイナリスター』と同日発売。先に発売されたシングル『ひなビタ♪ Five Drops』からの再録を含むシーズン4・5の楽曲を収録。
収録曲
1. neko*neko
2. クラゲファンタジーソーダ
  - トラック1・2は『Five Drops 01 -sunny orange- 山形まり花』からの再録。
3. 激アツ☆マジヤバ☆チアガール
4. 完全無欠の無重力ダイブ
  - トラック3・4は『Five Drops 02 -honey lemon- 和泉一舞』からの再録。
5. 漆黒のスペシャルプリンセスサンデー
6. とびっきりのふわっふわ
  - トラック5・6は『Five Drops 04 -pure grape- 春日咲子』からの再録。
7. 地方創生☆チクワクティクス
8. エキサイティング！！も・ちゃ・ちゃ☆
  - トラック7・8は『Five Drops 03 -strawberry milk- 芽兎めう』からの再録。
9. フラッター現象の顛末と単一指向性の感情論
10. 3 A.M. ディテクティブ・ゲーム
  - トラック9・10は『Five Drops 05 -bergamot mint- 霜月凛』からの再録。
11. じもとっこスイーツ♪
（作詞・作曲：ササキトモコ）
  - 山形まり花・東雲心菜・芽兎めうボーカル曲。アーティスト名義は「ホララ・ホリック with 日向美ビタースイーツ♪」。
12. そこはかとなくロマンセ
（作詞：有里泉美、作曲：藤田淳平(ElementsGarden)）
（作中の設定上は作詞：春日咲子、作曲：和泉一舞）
  - 和泉一舞・春日咲子・東雲夏陽ボーカル曲。
13. 今夜はパジャマパーティ
（作詞・作曲：ササキトモコ）
  - 山形まり花・春日咲子・和泉一舞ボーカル曲。
14. 雨雫に咲く花
（作詞：くりむ、作曲：TOMOSUKE）
  - 霜月凛ボーカル曲。本アルバムで初収録となる新曲。
  - 厳密には「日向美ビタースイーツ♪」名義の楽曲ではなく、一時期バンドを脱退していた凛が復帰後のラジオでメンバーの為に綴ったピアノ曲という設定。
15. 琥珀のくちづけ〜まり花＆一舞 duet edition〜
（作詞：くりむ、作曲・編曲：TOMOSUKE）
  - 山形まり花・和泉一舞ボーカル曲。『倉野川音頭 桜まつり♪記念CD』収録曲「琥珀のくちづけ」のデュエットカバー。
16. 倉野川音頭
  - 『倉野川音頭 桜まつり♪記念CD』からの再録。
17. ぽかぽかレトロード〜Home Sweet Home edition〜
（作詞：くりむ、作曲：TOMOSUKE、編曲：TOMOSUKE・山本真央樹）
  - ボーカルは日向美ビタースイーツ♪のメンバー5人全員が担当。『Five Drops 01 -sunny orange- 山形まり花』収録曲「ぽかぽかレトロード」のアレンジカバー。
18. じもとっこスイーツ♪（練習@サウダージver）
19. そこはかとなくロマンセ（練習@シャノワールver）
20. 今夜はパジャマパーティ（練習@サウダージver）

### バイナリスター
『バイナリスター』は、2017年3月15日発売のここなつの3枚目のサウンドトラック・アルバム。発売レーベルはコナミデジタルエンタテインメント。『Home Sweet Home』と同日発売。シーズン5の楽曲を収録。
収録曲
特筆しない限り、いずれも東雲夏陽・東雲心菜ボーカル曲。
1. バイナリスター
（作詞・作曲：アイズマック）
2. ヒミツダイヤル
（作詞・作曲：Yunomi）
3. デュアルメモリ
（作詞・作曲：シェンフーシュバイツ）
4. ナナイロライト
（作詞・作曲：tilt-six）
5. 走れメロンパン〜ここなつedition〜
（作詞・作曲：ササキトモコ、編曲：TOMOSUKE）
（作中の設定上は作詞：山形まり花・和泉一舞、作曲：山形まり花）
  - 『Bitter Sweet Girls!』収録曲「走れメロンパン」のアレンジカバー。
6. バイナリスター(instrumental)
7. ヒミツダイヤル(instrumental)
8. デュアルメモリ(instrumental)
9. ナナイロライト(instrumental)

### けもののおうじゃ★めうめう
『けもののおうじゃ★めうめう』は、2017年9月13日発売の芽兎めうの2枚目のソロシングル。インストゥルメンタルを除き、全て芽兎めうボーカル曲。
元々は2017年8月5日・6日に鳥取県倉吉市で開催された「倉吉打吹まつり めう誕生祭♪」の物販で数量限定先行販売されたCDである。
収録曲
1. けもののおうじゃ★めうめう
（作詞：夕野ヨシミ(IOSYS)、作曲：ARM(IOSYS)、ギター : ジュクチョー (COOL&CREATE)）
2. けもののおうじゃ★めうめう (game version)
3. けもののおうじゃ★めうめう (instrumental)

### SWEET SMILE♡HEROES
『SWEET SMILE♡HEROES』（スウィート・スマイル・ヒーローズ）は、2017年11月15日発売の日向美ビタースイーツ♪の5枚目のサウンドトラック・アルバム。同時にここなつの4枚目のアルバムにもあたり、日向美ビタースイーツ♪とここなつの共同名義のアルバムは初制作となる。発売レーベルはコナミデジタルエンタテインメント。シーズン6に相当し、先に発売された『けもののおうじゃ★めうめう』以外の楽曲は全て書き下ろし新曲で、「芽兎めうPが衣装から楽曲まで全面プロデュース」、「日向美ビタースイーツ♪＆ここなつの7人の勇者達による世界を救う7つの冒険活劇楽曲」という設定になっている。
収録曲
1. ミラクル・スイート・スイーツ・マジック!!
（作詞・作曲：cosMo@暴走P）
  - 山形まり花ボーカル曲。
2. ナイト・オブ・ロンド
（作詞・作曲：中山真斗）
  - 和泉一舞ボーカル曲。
3. けもののおうじゃ★めうめう
  - 芽兎めうボーカル曲。
  - 『けもののおうじゃ★めうめう』からの再録。
4. Drizzly Venom
（作詞・作曲：あさき）
  - 春日咲子ボーカル曲。
5. 銃弾は解を撃ち抜いて
（作詞・作曲：Akhuta）
  - 霜月凛ボーカル曲
6. キリステゴメン
（作詞・作曲：はるなば）
  - 東雲夏陽ボーカル曲。
7. シノビシノノメ
（作詞：狐夢想(COOL&CREATE)、作曲：Qrispy Joybox）
  - 東雲心菜ボーカル曲。
8. ミラクル・スイート・スイーツ・マジック!! (練習@兎月堂倉庫ver)
9. ナイト・オブ・ロンド (練習@兎月堂倉庫ver)
10. けもののおうじゃ★めうめう (練習@兎月堂倉庫ver)
11. Drizzly Venom (練習@兎月堂倉庫ver)
12. 銃弾は解を撃ち抜いて (練習@兎月堂倉庫ver)
13. キリステゴメン (練習@兎月堂倉庫ver)
14. シノビシノノメ (練習@兎月堂倉庫ver)
15. ミラクル・スイート・スイーツ・マジック!! (instrumental)
16. ナイト・オブ・ロンド (instrumental)
17. けもののおうじゃ★めうめう (instrumental)
  - 『けもののおうじゃ★めうめう』からの再録。
18. Drizzly Venom (instrumental)
19. 銃弾は解を撃ち抜いて (instrumental)
20. キリステゴメン (instrumental)
21. シノビシノノメ (instrumental)

### 日向美ビタースイーツ♪ BEST
『日向美ビタースイーツ♪ BEST』（ひなたびビタースイーツ ベスト）は、2018年5月9日発売の日向美ビタースイーツ♪の6枚目のサウンドトラック・アルバム。発売レーベルはコナミデジタルエンタテインメント。CD2枚組で、シーズン1〜5の楽曲からセレクトされた「日向美ビタースイーツ♪」のベストアルバムとなっている。
2018年3月30日・3月31日開催の『ひなビタ♪ライブ2018 SWEET SMILE PARADE 待っててね、東京さんっ!』ライブ会場にて先行販売された。
収録曲（Disc 1）
1. ひなちくんのうた（まり花&一舞ver）
2. 恋とキングコング
3. イブの時代っ!
4. めうめうぺったんたん!!
5. とってもとっても、ありがとう。
6. 虚空と光明のディスクール
7. 凛として咲く花の如く 〜ひなビタ♪ edition〜
8. ちくわパフェだよ☆CKP
9. カタルシスの月
10. ホーンテッド★メイドランチ
11. 滅びに至るエランプシス
12. 走れメロンパン
13. 都会征服Girls☆
14. 温故知新でいこっ!
15. 滅亡天使†にこきゅっぴん
16. 乙女繚乱 舞い咲き誇れ
17. 水月鏡花のコノテーション
18. チョコレートスマイル

収録曲（Disc 2）
1. neko*neko
2. 激アツ☆マジヤバ☆チアガール
3. 地方創生☆チクワクティクス
4. 漆黒のスペシャルプリンセスサンデー
5. フラッター現象の顛末と単一指向性の感情論
6. ぽかぽかレトロード
7. 完全無欠の無重力ダイブ
8. 遠く遠く離れていても…
9. 空の飛び方
10. 3 A.M. ディテクティブ・ゲーム
11. じもとっこスイーツ♪
12. そこはかとなくロマンセ
13. 今夜はパジャマパーティ
14. 雨雫に咲く花
15. ぽかぽかレトロード〜Home Sweet Home edition〜
16. 倉野川音頭
17. メンバー紹介っ!

### Sweet Smile Pajamas Party
『Sweet Smile Pajamas Party』（スウィート・スマイル・パジャマズ・パーティ）は、2019年3月13日発売の日向美ビタースイーツ♪の7枚目のサウンドトラック・アルバム。同時にここなつの5枚目のアルバムにもあたり、日向美ビタースイーツ♪とここなつの共同名義のアルバムとしては2枚目である。発売レーベルはコナミデジタルエンタテインメント。シーズン7に相当し、「日向美ビタースイーツ♪」の同級生トリオであるまり花、一舞、咲子と、「ここなつ」の夏陽、心菜がパジャマパーティーというコンセプトのアルバムになっている。
2018年12月30日開催の『EDP presents ひなビタ♪ライブ2018 〜Sweet Smile Pajamas Party〜』ライブ会場にて先行販売された。
収録曲
1. スイーツはとまらない♪
（作詞：くりむ、作曲：コナミデジタルエンタテインメント (TOMOSUKE)、編曲：山本真央樹）
  - 山形まり花・春日咲子ボーカル曲。
2. 熱情のサパデアード
（作詞：朔白、作曲・編曲：山本真央樹）
  - 和泉一舞・春日咲子ボーカル曲。
3. 革命パッショネイト
（作詞：有里泉美、作曲・編曲：藤田淳平 (Elements Garden)）
  - 山形まり花・和泉一舞ボーカル曲。
4. ヒカリユリイカ
（作詞・作曲・編曲：U-ske）
  - 東雲夏陽・東雲心菜ボーカル曲。
5. ベビーステップ
（作詞・作曲・編曲：U-ske）
  - 東雲夏陽・東雲心菜ボーカル曲。
6. ルミナスデイズ
（作詞：コナミアミューズメント (MarL)、作曲・編曲: コナミアミューズメント (猫叉Master)）
  - 東雲夏陽・東雲心菜ボーカル曲。
7. スイーツはとまらない♪ (instrumental)
8. 熱情のサパデアード (instrumental)
9. 革命パッショネイト (instrumental)
10. ヒカリユリイカ (instrumental)
11. ベビーステップ (instrumental)
12. ルミナスデイズ (instrumental)

### ハレ トキドキ メランコリック
『ハレ トキドキ メランコリック』は、2020年3月18日発売のここなつの6枚目のアルバム。「ここなつ2.0」と銘打ち、表題新曲の他、2.0バージョンのリミックスを収録。
収録曲
いずれも東雲夏陽・東雲心菜ボーカル曲。
1. ハレ トキドキ メランコリック
（作詞：栗原暁(Jazzin'park)、作曲：栗原暁(Jazzin'park)/Mitsunori Ikeda）
2. キミヱゴサーチ -かめりあ's"クヱリヰスト・ミライホップ"Remix-
（作詞・作曲：sasakure.UK、編曲：かめりあ）
3. ポメグラネイト -Ryu☆ Remix-
（作詞・作曲：millstones、編曲：Ryu☆）
4. Finally Dive -kors k Remix-
（作詞・作曲：lapix、編曲：kors k）
5. ベビーステップ -U-ske Remix-
（作詞・作曲・編曲：U-ske）
6. コンフェイト＊コンチェルト -U-ske Remix-
（作詞・作曲・編曲：U-ske）
7. ムラサキグルマ -はるなば LIVE arrange-
（作詞・作曲・編曲：はるなば）
8. ハレ トキドキ メランコリック (instrumental)
9. キミヱゴサーチ -かめりあ's"クヱリヰスト・ミライホップ"Remix- (instrumental)
10. ポメグラネイト -Ryu☆ Remix- (instrumental)
11. Finally Dive -kors k Remix- (instrumental)
12. ベビーステップ -U-ske Remix-(instrumental)
13. コンフェイト＊コンチェルト -U-ske Remix-(instrumental)
14. ムラサキグルマ -はるなば LIVE arrange-(instrumental)

### ホシノメモリー
『ホシノメモリー』は、2021年3月17日発売のここなつの7枚目のアルバム。「ここなつ2.0として初のアルバム」と銘打ち、前述の「ハレ トキドキ メランコリック」の他、星座をモチーフにした新曲8曲を収録。
収録曲
いずれも東雲夏陽・東雲心菜ボーカル曲。
1. コスモランデヴー
（作詞・作曲：ハヤシベトモノリ (Plus-Tech Squeeze Box)）
2. ステラレギア
（作詞・作曲：KBSNK(TEMPLIME)、編曲：TOMOSUKE）
3. カシオペアノヒカリ
（作詞・作曲：Batsu）
4. ハートシェイプ・スピカ
（作詞・作曲：colate）
5. マーメイドペレパスィ
（作詞・作曲：gaburyu）
6. リバース
（作詞・作曲：in the blue shirt）
7. メモリーズ
（作詞・作曲：パソコン音楽クラブ）
8. ハレ トキドキ メランコリック
  - 『ハレ トキドキ メランコリック』からの再録。
9. イエルウタ
（作詞・作曲：yuigot）
10. コスモランデヴー (instrumental)
11. ステラレギア (instrumental)
12. カシオペアノヒカリ (instrumental)
13. ハートシェイプ・スピカ (instrumental)
14. マーメイドペレパスィ (instrumental)
15. リバース (instrumental)
16. メモリーズ (instrumental)
17. ハレ トキドキ メランコリック (instrumental)
18. イエルウタ (instrumental)

### ここなつBEST
『ここなつBEST』は、2021年3月17日発売のここなつの8枚目のアルバム。CD2枚組で、過去の楽曲からセレクトされた「ここなつ」のベストアルバムとなっている。
収録曲（Disc 1）
いずれも東雲夏陽・東雲心菜ボーカル曲。
1. ミライプリズム
2. キミヱゴサーチ
3. ポメグラネイト
4. ツーマンライブ
5. キモチコネクト
6. さよならトリップ〜夏陽 EDM edition〜
7. 魔法のたまご 〜心菜 ELECTRO POP edition〜
8. ロンロンへライライライ!
9. コンフェイト*コンチェルト
10. 闇夜舞踏会-緋碧と蝶のためのmasquerade-
11. 千客万来☆無問題!
12. ムラサキグルマ
13. Finally Dive
14. 「ここなつ☆」は夢のカタチ
15. アナーキーインザ夕景
16. モラトリアムノオト
17. キズナ

収録曲（Disc 2）
1. バイナリスター
2. デュアルメモリ
3. ヒミツダイヤル
4. ナナイロライト
5. ルミナスデイズ
6. キリステゴメン
7. シノビシノノメ
8. ヒカリユリイカ
9. ベビーステップ
10. 走れメロンパン〜ここなつedition〜
11. ミライプリズム(collaboration ver.)
12. コスモランデヴー

### ロマンシングエスケープ
『ロマンシングエスケープ』は、2024年12月18日発売のここなつの9枚目のアルバム。ここなつ10周年記念。
収録曲
いずれも東雲夏陽・東雲心菜ボーカル曲。
1. ロマンシングエスケープ
（作詞：ロゼ・ブルーミング、作曲：前田佑、ロゼ・ブルーミング）
2. ポラリスノウタ
（作詞・作曲：Nor）
3. ミライプリズム -KARUT Remix-
（編曲：KARUT）
4. バイナリスター -Nor Remix-
（編曲：Nor）
5. ロンロンへライライライ! -EmoCosine Remix-
（編曲：EmoCosine）
6. ロマンシングエスケープ(instrumental)
7. ポラリスノウタ(instrumental)
8. ミライプリズム -KARUT Remix-(instrumental)
9. バイナリスター -Nor Remix-(instrumental)
10. ロンロンへライライライ! -EmoCosine Remix-(instrumental)

### iTunes配信
サウンドトラック収録済の楽曲は詳細を省略する。特記しない限り、アーティストは「日向美ビタースイーツ♪」名義。
シーズン1
- 2012年11月21日配信 / 凛として咲く花の如く / tricot
（作詞：あさき、作曲：TOMOSUKE）
  - tricot（トリコ）によるカバー。中嶋イッキュウ（Vo/Gt）、キダ モティフォ（Gt/Cho）、ヒロミ・ヒロヒロ（Ba/Cho）、komaki♂（Drums・当時メンバー）。
  - 『ひなビタ♪』の物語の設定上は、まり花と一舞がショッピングセンターのイベントライブで耳にした楽曲であり、まり花がバンドを結成することを決意したきっかけとなった。
  - tricotの1st EP『バキューンEP』初回プレス限定盤のDisc2としてCD化している。
- 2013年1月9日配信 / 恋とキングコング
- 2013年2月6日配信 / イブの時代っ!
- 2013年3月13日配信 / めうめうぺったんたん!!
- 2013年4月17日配信 / とってもとっても、ありがとう。
- 2013年5月22日配信 / 虚空と光明のディスクール
- 2013年7月17日配信 / 凛として咲く花の如く 〜ひなビタ♪edition〜

シーズン2
- 2013年10月9日配信 / ちくわパフェだよ☆CKP
- 2013年11月11日配信 / カタルシスの月
- 2014年2月19日配信 / ホーンテッド★メイドランチ
- 2014年3月19日配信 / 走れメロンパン
- 2014年5月21日配信 / 滅びに至るエランプシス

シーズン3
- 2014年7月16日配信 / ミライプリズム / ここなつ
- 2014年7月30日配信 / 都会征服Girls☆
- 2014年9月17日配信 / 温故知新でいこっ!
- 2014年9月24日配信 / キミヱゴサーチ / ここなつ
- 2014年10月29日配信 / 滅亡天使 † にこきゅっぴん
- 2015年1月14日配信 / ポメグラネイト / ここなつ
- 2015年1月14日配信 / 乙女繚乱 舞い咲き誇れ
- 2015年2月4日配信 / ツーマンライブ / 東雲夏陽 meets 日向美ビタースイーツ♪
- 2015年3月4日配信 / キモチコネクト / 東雲心菜 meets 日向美ビタースイーツ♪
- 2015年5月13日配信 / 水月鏡花のコノテーション

シーズン4
- 2015年7月29日配信 /  ロンロンへ ライライライ! / ここなつ
- 2015年9月9日配信 / neko*neko
- 2015年10月21日配信 / 激アツ☆マジヤバ☆チアガール
- 2015年11月18日配信 / 漆黒のスペシャルプリンセスサンデー
- 2015年12月16日配信 / 地方創生☆チクワクティクス
- 2016年1月27日配信 / フラッター現象の顛末と単一指向性の感情論
- 2016年2月24日配信 / ぽかぽかレトロード（Game Ver.）
- 2016年2月24日配信 / 完全無欠の無重力ダイブ（Game Ver.）
- 2016年2月24日配信 / エキサイティング！！も・ちゃ・ちゃ☆（Game Ver.）
- 2016年2月24日配信 / とびっきりのふわっふわ（Game Ver.）
- 2016年2月24日配信 / 3 A.M. ディテクティブ・ゲーム（Game Ver.）

シーズン5
- 2016年8月24日配信 / じもとっこスイーツ♪ / ホララ・ホリック with 日向美ビタースイーツ♪
- 2016年9月21日配信 / バイナリスター / ここなつ
- 2016年11月16日配信 / そこはかとなくロマンセ
- 2016年11月30日配信 / ヒミツダイヤル / ここなつ
- 2017年2月8日配信 / 今夜はパジャマパーティ
- 2017年2月15日配信 / デュアルメモリ / ここなつ

## その他のメディアミックス

### 小説
『ひなビタ♪ 凛として咲く花の如く』（2013年6月20日発売、富士見ファンタジア文庫、ISBN 978-4-8291-3905-9-C0193）
著者は八奈川景晶、イラストはCUTEG、コミックはヒロイチ。富士見書房『ドラゴンマガジン』にて2013年3月号から7月号（隔月刊行）まで短期連載。原作とは展開が異なるオリジナルストーリーになっている。
『ひなビタ♪ Bitter Sweet Girls!』（2014年9月26日発売、一迅社文庫、ISBN 978-4-7580-4620-6）
著者はしまもと苺、イラストはCUTEG。フェイスブック版を元にした内容になっている。
三方背ケース入り文庫判・楽曲CD同梱。
『ひなビタ♪2 Bitter Sweet Girls!』（2015年7月15日発売、一迅社文庫）
著者はしまもと苺、イラストはCUTEG。フェイスブック版を元にした内容になっている。
コナミスタイル、アニメイト、ゲーマーズ専売商品。三方背ケース入り文庫判・同梱とりおろしCD付き。

### 漫画
富士見書房『ドラゴンマガジン』にて2013年3月号から7月号（隔月刊行）まで漫画（作：ヒロイチ）が小説とともに短期連載。また、デジタルコミック『エイジプレミアム』でも2013年3月号から11月号まで別の描きおろし漫画（同じく作：ヒロイチ）が連載されていた。コミック版は1話・2話が小説『ひなビタ♪ 凛として咲く花の如く』に同時収録された他、後にCD『Bitter Sweet Girls!』の初回限定版付属の小冊子に収録された。
上記とは別に、一迅社『まんが4コマぱれっと』にて2015年11月号から2017年9月号（2016年1月号休載）まで4コマ漫画『ひなビタ♪ Bitter Sweet Girls!』（作：矢澤おけ）が連載され、後に単行本化。
『ひなビタ♪ Bitter Sweet Girls!』 (2017年7月22日発売、一迅社・4コマKINGSぱれっとコミックス、ISBN 978-4-7580-8292-1）
作者は矢澤おけ。

### ドラマCD
ドラマCD『日向美ビタースイーツ♪〜SWEET SMILE COLLECTION〜』シリーズがムービックより発売されている。
- vol.1 : 2014年9月26日発売
- vol.2 : 2014年10月31日発売
- vol.3 : 2014年11月28日発売
- vol.4 : 2014年12月26日発売
- vol.5 : 2015年1月30日発売
- side:spinoffここなつ : 2015年10月30日発売
- カップリングA : 2016年1月29日発売
- カップリングB : 2016年2月26日発売
- カップリングC : 2016年3月25日発売

### 公式ガイドブック
- 『ひなビタ♪ 公式ガイドブック』（2016年4月15日発売、KADOKAWA、ISBN 978-4-04-070807-2）

### ライブBlu-ray
- ひなビタ♪ ライブ 2018 SWEET SMILE PARADE 待っててね、東京さんっ！ ライブBlu-ray : 2018年9月12日発売、KADOKAWA
2018年3月30日・3月31日にTOKYO DOME CITY HALLにて開催された『ひなビタ♪ ライブ 2018 SWEET SMILE PARADE 待っててね、東京さんっ！』を収録。ライブ音源CD付。
- EDP presents ここなつワンマンライブ2018 ミライコウシン ライブBlu-ray : 2018年11月7日発売、EXIT TUNES
2018年7月29日に品川インターシティホールにて開催された『EDP presents ここなつワンマンライブ2018〜ミライコウシン〜』を収録。
- EDP presents ひなビタ♪ライブ2018 〜Sweet Smile Pajamas Party〜 ライブBlu-ray : 2019年4月17日発売、EXIT TUNES
2018年12月30日に東京・チームスマイル・豊洲PITにて開催された『EDP presents ひなビタ♪ライブ2018 〜Sweet Smile Pajamas Party〜』を収録。

### Webアニメ
2019年2月14日より、YouTube上の「ひなビタ・バンめしチャンネル」にてWebアニメ『あのね！』が公開。全5回。
公式サイトで展開されていた日向美ビタースイーツ♪のメンバーが音楽用語を解説するコーナー「あのね！」を元にしたアニメとなっている。
| 話数  | サブタイトル             |
| ----- | ------------------------ |
| 第1回 | コードってなぁに？       |
| 第2回 | マスタリングってなぁに？ |
| 第3回 | P.P.P.Hってなぁに？      |
| 第4回 | PAってなぁに？           |
| 第5回 | ひなビタ♪ってなぁに？    |

## 音楽ゲームへの収録

### アーケードゲーム
音楽ゲーム『BEMANI』シリーズのアーケードゲーム作品では以下の12タイトルで『ひなビタ♪』の楽曲が2013年1月1日より順次収録されている。うち、『BeatStream』は2017年9月1日をもって完全にサービス終了となったためプレイ不可能。
『jubeat』シリーズ（以下「jubeat」）
2013年1月1日以降より『jubeat saucer』にて収録開始。『jubeat』初回配信曲かつBEMANI初収録となる曲は「恋とキングコング」。
『jubeat』ではコナミオリジナル楽曲は原則隠し曲扱いだが、「ひなビタ♪」楽曲は基本的にデフォルトでプレイ可能となっている。ただし、『jubeat prop』では一部の楽曲が「Step」による解禁曲となっていた。『jubeat Qubell』稼働後は前作までの「ひなビタ♪」「ここなつ」楽曲は連動イベントを除き無条件でプレイ可能になった。また、ひなビタ♪楽曲には現状最高レベルであるLEVEL 10の譜面は1曲も存在しない。
『prop』以降は「ひなビタ♪」「ここなつ」楽曲の「EMBLEM」が入手・使用可能で、2016年2月25日から2016年3月10日まで「ひなビタ♪・セレクション」、2016年4月21日から2016年5月12日まで「日向美ちくわ姫・セレクション」、2016年6月9日から2016年6月30日まで「ここなつ・セレクション」がそれぞれ期間限定SPECIAL jboxとして登場し、「黒髪乱れし修羅となりて〜凛edition〜」以降を除き、すべての楽曲がEMBLEM化された。メインパーツはそれぞれモノトーンが★★、オリジナルが★★★である。
『REFLEC BEAT』シリーズ（以下「Rb」）
2013年1月30日以降より『REFLEC BEAT colette -Winter-』にて収録開始。『REFLEC』初回配信曲かつBEMANI初収録となる曲は「イブの時代っ!」。
『Rb』での「ひなビタ♪」楽曲はデフォルト曲だが、e-AMUSEMENT PASS未使用時は出現しない。「ここなつ」関連の楽曲のみ条件隠し曲になっていた。数回プレーするとプレーヤーアイコンを獲得できる（ただし、「日向美ちくわ姫決定戦」で追加された5曲にはプレーヤーアイコンが存在しない）。また、『VOLZZA』でひなビタ♪楽曲としては初めてLEVEL 11の譜面となる「エキサイティング!!も・ちゃ・ちゃ☆」（HARD譜面）が登場していた。
2016年12月1日稼働の『REFLEC BEAT 悠久のリフレシア』では過去楽曲の譜面リメイクに伴いほとんどの楽曲が削除されたことの影響を受け、稼働開始時点では全ての「ひなビタ♪」関連楽曲が未収録となり、プレーヤーアイコンも全て廃止された。代わりにキャラクターカードにが導入された。後に2017年3月13日よりシーズン3までの過去曲19曲が譜面リメイクで復活配信され、新たなリミックス楽曲も登場している。また、『悠久のリフレシア』からは「ひなビタ♪」専用のジャンルカテゴリが用意された。2017年9月21日にはさらに過去曲12曲、2017年12月28日には残る「ミライプリズム(collabortion ver.)」が譜面リメイクで復活配信され、過去作に収録されていた全曲が復活となった。
『悠久のリフレシア』でひなビタ♪及びここなつ楽曲として初めてLEVEL 15の譜面となる「キリステゴメン」(WHITE HARD譜面)が登場した。
『DanceDanceRevolution』シリーズ（以下「DDR」）
2013年3月14日以降より『DanceDanceRevolution(2013)』にて収録開始。『DDR』初回配信曲かつBEMANI初収録となる曲は「めうめうぺったんたん!!」。『2014』にて2015年3月11日より、関連曲のみを集めた「ひなビタ♪」フォルダが実装された。
『GITADORA GuitarFreaks&DrumMania』シリーズ（以下「GITADORA」）
2013年4月24日以降より『GITADORA』にて収録開始。『GITADORA』初回配信曲は「めうめうぺったんたん!!」。なお、『GITADORA』への収録がBEMANI初収録となる曲は「ちくわパフェだよ☆CKP」である。
『GITADORA』での「ひなビタ♪」楽曲はプレーポイントを貯めて解禁するライブ隠し曲となっていた（「ホーンテッド★メイドランチ」のみデフォルト曲）。
『GITADORA OverDrive』稼働後は前作登場の曲は無条件でプレイ可能になり、新規追加分の一部はMusic Factory隠し曲となっている。さらに、2014年8月20日より「ひなビタ♪」をメインに据えたイベント「ひなビタ♪OverDrive!」が開催され、『GITADORA』のキャラクターの璃音（りお）が日向美商店街に迷い込み、日向美ビタースイーツ♪のメンバー達と交流していくショートストーリーが描かれていた（2014年10月15日終了）。
『GITADORA Tri-Boost』稼働後は前作登場の曲は無条件でプレイ可能になった。
『pop'n music』シリーズ（以下「pop'n」）
2013年5月15日以降より『pop'n music Sunny Park』にて収録開始。『pop'n』初回配信曲は「虚空と光明のディスクール」と「めうめうぺったんたん!!」。このうち、「虚空と光明のディスクール」は『pop'n』と『REFLEC』で同時配信のBEMANI初収録曲となっていた。
『pop'n』での「ひなビタ♪」楽曲は、『Sunny Park』時点では一部のデュエット曲のみ、同一プレー内で各該当メンバーのソロ曲2曲をプレーすると出現する形式の条件隠し曲となっていた。「日向美ビタースイーツ♪」のメンバー5人も各楽曲の担当キャラクターとしてソロで登場しプレイヤーキャラクターとしても使用できるが、一部のキャラクターは隠しキャラクターとなっていた。
『pop'n music ラピストリア』稼働後は前作までの「ひなビタ♪」楽曲は無条件でプレイ可能になり、キャラクターも無条件解放されている。後に配信された「ここなつ」関連の楽曲とキャラクターがはんこを集めると出現する条件隠し曲・キャラクターとなっていた。2015年4月27日より、関連曲のみを集めた「ひなビタ♪」フォルダが実装された。
『pop'n music éclale』稼働後は前作までの「ひなビタ♪」「ここなつ」楽曲は無条件でプレイ可能になり、キャラクターも無条件解放されている。「ひなビタ♪」カテゴリも継続して実装。また、2016年2月24日よりイベント「ポップンスターメーカー」の新エリアとして「倉野川市」が登場し、日向美ビタースイーツ♪やここなつのメンバー達とメダルバトルをしてキャラメダルが獲得できた（次作『うさぎと猫と少年の夢』稼働に伴い終了）。
『pop'n music うさぎと猫と少年の夢』稼働後は前作までの「ひなビタ♪」楽曲は無条件でプレイ可能になった。「ひなビタ♪」カテゴリも継続して実装。また、イベント『SWEET SMILE HEROES ビターでスイートな七人の勇者』解禁曲担当の7人に新たな衣装のイラストが用意された（立ち絵が異なるのみでゲーム中の衣装は従来のまま）。
『ミライダガッキ』シリーズ（以下「ダガッキ」）
2013年12月18日以降より『ミライダガッキ Ver.2』にて収録開始。『ダガッキ』初回配信曲は「めうめうぺったんたん!!」「凛として咲く花の如く 〜ひなビタ♪ edition〜」「ちくわパフェだよ☆CKP」の3曲。
『ダガッキ』での「ひなビタ♪」楽曲はカテゴリ上「バラエティ」に分類されている。
2015年7月15日よりバージョンアップキット適応筐体のみ「ホーンテッド★メイドランチ」が追加され、『ダガッキ』での「ひなビタ♪」楽曲はこれを最後に全6曲のみで追加配信が止まっている。
『DanceEvolution ARCADE』（以下「ダンエボ」）
2014年3月26日以降より収録開始。『ダンエボ』初回配信曲は「ちくわパフェだよ☆CKP」。振付師は「Yumiko a.k.a. MTP」。
2015年6月12日に6機種同時収録された「チョコレートスマイル」の振付師は「足立夏海」。
『SOUND VOLTEX』シリーズ（以下「SDVX」）
2014年7月4日以降より『SOUND VOLTEX II -infinite infection-』にて収録開始。『SDVX』初回配信曲かつBEMANI初収録となる曲は、日向美ビタースイーツ♪のライバルユニット・ここなつの「ミライプリズム」。
『ここなつ』名義の4曲は『ひなビタ♪』の世界観内でも、（作中の）『SDVX』にプロモーション活動の一環として収録されている設定になっており、芽兎めうがプレーを行っている（ソロ名義の曲に関しては作中で収録が明言されていない）。
『SDVX』での『ひなビタ♪』楽曲はカテゴリ上「SDVXオリジナル他」に分類されている。ただし、原曲がBEMANI楽曲である「黒髪乱れし修羅となりて〜凛 edition〜」は2016年5月26日より例外的に「BEMANI」に属している。また、「ひなビタ♪」及び『ここなつ』名義で難易度別ジャケットは存在しない。
『SDVX』での「ひなビタ♪」楽曲は、当初は本来ならプレーするためにゲーム内のSDVXステーションでTRACK INPUT（解禁）が必要だが、配信後から一定期間に限りINPUTなしでも無条件でプレー可能という形式になっていた。ただし、『III GRAVITY WARS』で配信された「ロンロンへ ライライライ!」はゲーム中のストーリーミッション「Episode Side ここなつ01」をクリアすることで解禁されるという形式になっていた。後にいずれも無条件解禁。
2015年10月1日からは「芽兎めうがSOUND VOLTEX FLOORに楽曲を投稿し採用された」という設定で、芽兎めうの関連曲5曲が一挙収録となった。こちらは無条件配信となっている。なお、実際のゲーム中では「FLOOR」楽曲扱いになっていない。同時に「ひなビタ♪」関連のジェネシスカード第1弾も登場。
2015年12月10日からは「SOUND VOLTEX FLOOR」にて一般ユーザーから公募された「みんなでここなつをプロデュース！ オリジナル楽曲コンテスト」の採用楽曲が配信となった。
2016年1月7日からは『ひなビタ♪ Five Drops』の発売を記念してソロ曲5曲が一斉収録された。こちらも無条件解禁となっている。
2016年4月18日からは「日向美ちくわ姫決定戦」で霜月凛がちくわ姫に選ばれたことを受け、霜月凛の関連曲5曲が一斉収録となった。こちらも無条件解禁となっている。同時に「ひなビタ♪」関連のジェネシスカード第2弾も登場。
「ここなつ」バースデーイベントとして、2016年6月9日にそれまで解禁が必要だった「ここなつ」関連楽曲が全て無条件解禁され、一部楽曲に新たなGRAVITY譜面が追加。同年6月12日に「双星ルミネセンス」が収録となった。
2016年8月10日からは和泉一舞の誕生日を記念して「イブの時代っ!」が無条件配信され、同時に「ひなビタ♪」関連のジェネシスカード第3弾も登場。
2017年3月9日からは「ひなビタ♪」関連のジェネシスカード第4弾が登場。また、「とってもとっても、ありがとう。」は未収録となった。
2017年5月25日からは「恋とキングコング」無条件配信され、同時に「ひなビタ♪」関連のジェネシスカード第5弾が登場。また、「ひなビタ♪」楽曲に初めて第4譜面が登場した。
2017年9月28日からは合同イベント「SWEET SMILE HEROES ビターでスイートな七人の勇者」が開始し、7曲とも無条件配信された。同時にひなビタ♪サマーフェスティバルジェネシスカードが配信された。
2019年10月25日より「ひなビタ♪」専用フォルダが追加された。
『BeatStream』（以下「BS」） / サービス終了済
2014年9月4日以降より収録開始。『BS』初回配信曲は「ちくわパフェだよ☆CKP」。『BS』での「ひなビタ♪」楽曲は、『BS』でBEMANI初収録となる「滅亡天使 † にこきゅっぴん」を除いてはLIGHT譜面を最初からプレー可能だが、MEDIUM譜面とBEAST譜面をプレーするには「タカハシサンラボ」での解禁が必要で、「滅亡天使 † にこきゅっぴん」はスタンプラリーを集めて出現する隠し曲となっていたが、いずれも次回作『アニムトライヴ』では無条件でプレイ可能になっている。
『BS』での「ひなビタ♪」楽曲は全て各曲専用のアニメーションムービーが用意されている。それまで専用ムービーが無かった楽曲が『BS』収録時に改めてムービーが付けられるというケースも多い。
2016年6月9日よりゲーム内で設定できる隠しアイボウとしてここなつの2人が登場した。
同機種は2017年3月1日をもって順次『ノスタルジア』への機種変更が行われており、同年9月1日をもって完全にサービス終了となった。
『MÚSECA』（以下「MSC」）
2015年12月24日以降より収録開始。『MSC』初回配信曲は「neko*neko」「激アツ☆マジヤバ☆チアガール」「漆黒のスペシャルプリンセスサンデー」「地方創生☆チクワクティクス」「フラッター現象の顛末と単一指向性の感情論」の5曲。このうち「フラッター現象の顛末と単一指向性の感情論」は5機種同時初出となる。
その他、『ひなビタ♪ Five Drops』の特典デジタルコンテンツなどで、ひなビタ♪メンバーがゲーム内カード「Grafica（グラフィカ）」として入手可能。2016年4月18日からは「日向美ちくわ姫決定戦」で霜月凛がちくわ姫に選ばれたことを受け、霜月凛の特別なGraficaが獲得できるゲーム内任務が期間限定で実装されていた（終了済み）。
2016年11月22日より『MÚSECA 1+1/2』でここなつ楽曲が収録され、同時にここなつメンバーの「Grafica」が入手できる期間限定キャンペーンが開催された。
『ノスタルジア』（以下「NOS」）
2017年12月21日以降より『ノスタルジア FORTE』にて収録開始。『NOS』初回配信曲は「ルミナスデイズ」「チョコレートスマイル」の2曲。うち、「チョコレートスマイル」はMISSION BINGO隠し曲となっていた。
『NOS』での「ひなビタ♪」楽曲はカテゴリ上「BEMANI」に分類されている。
『beatmania IIDX』（以下「IIDX」）
2020年10月28日以降より『beatmania IIDX 28 BISTROVER』にて収録開始。『IIDX』初回配信曲は「Here We Are」。なお、「日向美ビタースイーツ♪」の楽曲は原曲こそ未収録だが、2023年12月21日より『beatmania IIDX 31 EPOLIS』にて収録の「めうめうぺったんたん!! (ZAQUVA Remix)」で実現した。
『DANCE aROUND』（以下「DaR」）
2023年12月21日以降より収録開始。『DaR』初回配信曲は「ちくわパフェだよ☆CKP」「チョコレートスマイル」「滅びに至るエランプシス」「ルミナスデイズ」「激アツ☆マジヤバ☆チアガール」の5曲。同日より「日向美ビタースイーツ♪」5人のアバターも登場している。
『ポラリスコード』（以下「ポラリコ」）
2024年4月4日以降より収録開始。『ポラリコ』初回配信曲は「めうめうぺったんたん！！」「滅亡天使 † にこきゅっぴん」「チョコレートスマイル」「カタルシスの月」「ポラリスノウタ」の5曲。
いずれの曲も現状『DANCERUSH STARDOM』には収録されていない。
上記の他、以下の他社の音楽ゲームにも収録されている。
『CHUNITHM -チュウニズム-』（発売元：セガ・インタラクティブ、以下「チュウニ」）
2015年7月16日の稼働開始と共に、BEMANIシリーズとのコラボレーション企画として収録。『チュウニ』初回配信曲は「ちくわパフェだよ☆CKP」。
『チュウニ』での「ひなビタ♪」楽曲はカテゴリ上「VARIETY」に分類されている。
2021年1月21日稼働開始の『CHUNITHM PARADISE』稼働開始時より、他のBEMANIシリーズ楽曲と共に一旦配信終了となっていた。
2022年1月6日より『CHUNITHM NEW』にて同曲が再配信され、同時に新譜面「ULTIMA」も実装された。
○:収録、△:隠し曲として収録（後に無条件解禁済みのものは○で表記）、-:未収録、予:収録予定
| 楽曲名                                           | ボーカル            | jubeat | Rb | DDR | ギタドラ | pop'n | ダガッキ | ダンエボ | SDVX | BS | MSC | NOS | IIDX | DaR | ポラリコ | チュウニ |
| ------------------------------------------------ | ------------------- | ------ | -- | --- | -------- | ----- | -------- | -------- | ---- | -- | --- | --- | ---- | --- | -------- | -------- |
| 恋とキングコング                                 | 山形まり花          | ○      | ○  | -   | ○        | ○     | -        | -        | ○    | -  | -   | △   | -    | -   | ○        | -        |
| イブの時代っ!                                    | 和泉一舞            | ○      | ○  | -   | ○        | ○     | -        | -        | ○    | -  | -   | △   | -    | -   | -        | -        |
| めうめうぺったんたん!!                           | 芽兎めう            | ○      | ○  | ○   | ○        | ○     | ○        | -        | ○    | ○  | -   | △   | -    | -   | ○        | -        |
| とってもとっても、ありがとう。                   | 春日咲子            | ○      | ○  | -   | ○        | ○     | -        | -        | -    | -  | -   | -   | -    | -   | -        | -        |
| 虚空と光明のディスクール                         | 霜月凛              | ○      | ○  | -   | ○        | ○     | -        | -        | ○    | -  | -   | -   | -    | -   | -        | -        |
| 凛として咲く花の如く 〜ひなビタ♪ edition〜       | 5人全員             | ○      | ○  | ○   | ○        | ○     | ○        | -        | -    | ○  | -   | △   | -    | -   | -        | -        |
| ちくわパフェだよ☆CKP                             | まり花&めう         | ○      | ○  | ○   | ○        | ○     | ○        | ○        | ○    | ○  | -   | △   | -    | ○   | ○        | ○        |
| カタルシスの月                                   | 凛&一舞             | ○      | ○  | △   | ○        | ○     | -        | -        | ○    | ○  | -   | -   | -    | -   | ○        | -        |
| ホーンテッド★メイドランチ                        | 咲子&めう           | ○      | ○  | ○   | ○        | ○     | ○        | -        | ○    | -  | -   | -   | -    | -   | -        | -        |
| 走れメロンパン                                   | まり花&一舞         | ○      | ○  | ○   | ○        | ○     | -        | -        | -    | -  | -   | △   | -    | -   | -        | -        |
| 滅びに至るエランプシス                           | 凛&咲子             | ○      | ○  | -   | ○        | ○     | -        | -        | ○    | -  | -   | △   | -    | ○   | ○        | -        |
| ミライプリズム                                   | ここなつ            | ○      | -  | ○   | -        | -     | -        | -        | ○    | -  | -   | -   | -    | -   | -        | -        |
| 都会征服Girls☆                                   | 一舞&めう           | ○      | ○  | ○   | ○        | ○     | -        | -        | ○    | -  | -   | -   | -    | -   | -        | -        |
| 温故知新でいこっ!                                | 咲子&まり花         | ○      | ○  | -   | ○        | ○     | ○        | -        | -    | -  | -   | -   | -    | -   | -        | -        |
| キミヱゴサーチ                                   | ここなつ            | ○      | -  | -   | -        | -     | -        | -        | ○    | -  | -   | -   | -    | -   | -        | -        |
| 滅亡天使 † にこきゅっぴん                        | 凛&めう             | ○      | ○  | ○   | ○        | ○     | ○        | -        | ○    | ○  | -   | -   | -    | -   | ○        | -        |
| ポメグラネイト                                   | ここなつ            | ○      | -  | -   | -        | -     | -        | -        | ○    | -  | -   | -   | -    | -   | -        | -        |
| 乙女繚乱 舞い咲き誇れ                            | 一舞&咲子           | ○      | ○  | ○   | ○        | ○     | -        | -        | -    | ○  | -   | △   | -    | -   | -        | -        |
| ツーマンライブ                                   | 東雲夏陽            | ○      | ○  | -   | -        | ○     | -        | -        | ○    | ○  | -   | -   | -    | -   | -        | -        |
| キモチコネクト                                   | 東雲心菜            | ○      | ○  | -   | -        | ○     | -        | -        | ○    | ○  | -   | -   | -    | -   | -        | -        |
| 水月鏡花のコノテーション                         | まり花&凛           | ○      | ○  | -   | ○        | ○     | -        | -        | ○    | -  | -   | -   | -    | -   | -        | -        |
| チョコレートスマイル                             | 7人全員             | ○      | ○  | ○   | ○        | ○     | -        | ○        | ○    | ○  | -   | ○   | -    | ○   | ○        | -        |
| ミライプリズム (collaboration ver.)              | ここなつ            | ○      | ○  | -   | -        | ○     | -        | -        | -    | -  | -   | -   | -    | -   | -        | -        |
| さよならトリップ 〜夏陽 EDM edition〜            | 東雲夏陽            | -      | -  | ○   | -        | -     | -        | -        | -    | △  | -   | -   | -    | -   | ○        | -        |
| 魔法のたまご 〜心菜 ELECTRO POP edition〜        | 東雲心菜            | -      | -  | ○   | -        | -     | -        | -        | -    | △  | -   | -   | -    | -   | ○        | -        |
| ロンロンへ ライライライ!                         | ここなつ            | ○      | -  | ○   | -        | ○     | -        | -        | ○    | -  | -   | -   | -    | -   | ○        | -        |
| neko*neko                                        | 山形まり花          | ○      | ○  | ○   | ○        | ○     | -        | -        | ○    | ○  | ○   | △   | -    | -   | -        | -        |
| 激アツ☆マジヤバ☆チアガール                       | 和泉一舞            | ○      | ○  | ○   | ○        | ○     | -        | -        | ○    | △  | ○   | -   | -    | ○   | -        | -        |
| 漆黒のスペシャルプリンセスサンデー               | 春日咲子            | ○      | ○  | ○   | ○        | ○     | -        | -        | ○    | ○  | ○   | -   | -    | -   | -        | -        |
| 地方創生☆チクワクティクス                        | 芽兎めう            | ○      | ○  | ○   | ○        | ○     | -        | -        | ○    | △  | ○   | -   | -    | -   | -        | -        |
| コンフェイト＊コンチェルト                       | ここなつ            | -      | -  | ○   | -        | -     | -        | -        | ○    | -  | -   | -   | -    | -   | -        | -        |
| 闇夜舞踏会 -緋碧と蝶のためのmasquerade-          | ここなつ            | -      | -  | -   | -        | -     | -        | -        | ○    | -  | -   | -   | -    | -   | -        | -        |
| 千客万来☆無問題!                                 | ここなつ            | -      | -  | ○   | -        | -     | -        | -        | ○    | -  | -   | -   | -    | -   | -        | -        |
| ムラサキグルマ                                   | ここなつ            | △      | -  | △   | -        | -     | -        | -        | ○    | -  | -   | -   | -    | -   | ○        | -        |
| フラッター現象の顛末と 単一指向性の感情論        | 霜月凛              | ○      | ○  | -   | ○        | ○     | -        | -        | ○    | △  | ○   | -   | -    | -   | -        | -        |
| Finally Dive                                     | ここなつ            | △      | -  | ○   | -        | -     | -        | -        | ○    | -  | -   | -   | -    | -   | ○        | -        |
| 「ここなつ☆」は夢のカタチ                        | ここなつ            | -      | -  | -   | -        | -     | -        | -        | ○    | -  | -   | -   | -    | -   | -        | -        |
| アナーキーインザ夕景                             | ここなつ            | -      | -  | -   | △        | -     | -        | -        | ○    | -  | -   | -   | -    | -   | -        | -        |
| モラトリアムノオト                               | 東雲夏陽            | -      | -  | -   | △        | -     | -        | -        | ○    | -  | -   | -   | -    | -   | -        | -        |
| キズナ                                           | 東雲心菜            | -      | -  | -   | -        | -     | -        | -        | ○    | -  | -   | -   | -    | -   | -        | -        |
| ぽかぽかレトロード                               | 山形まり花          | ○      | ○  | -   | ○        | ○     | -        | -        | -    | -  | ○   | -   | -    | -   | ○        | -        |
| 完全無欠の無重力ダイブ                           | 和泉一舞            | ○      | ○  | -   | ○        | ○     | -        | -        | -    | -  | ○   | -   | -    | -   | -        | -        |
| エキサイティング!!も・ちゃ・ちゃ☆                | 芽兎めう            | ○      | ○  | ○   | ○        | ○     | -        | -        | -    | -  | ○   | -   | -    | -   | ○        | -        |
| とびっきりのふわっふわ                           | 春日咲子            | ○      | ○  | -   | ○        | ○     | -        | -        | -    | -  | ○   | -   | -    | -   | -        | -        |
| 3 A.M. ディテクティブ・ゲーム                    | 霜月凛              | ○      | ○  | -   | ○        | ○     | -        | -        | -    | -  | ○   | △   | -    | -   | ○        | -        |
| 黒髪乱れし修羅となりて 〜凛 edition〜            | 霜月凛              | ○      | ○  | ○   | ○        | ○     | -        | -        | ○    | ○  | ○   | -   | -    | -   | ○        | -        |
| 双星ルミネセンス                                 | 一舞&夏陽           | △      | -  | -   | △        | -     | -        | -        | ○    | -  | -   | -   | -    | -   | -        | -        |
| 倉野川音頭                                       | 5人全員& ひなちくん | ○      | ○  | ○   | -        | ○     | -        | -        | -    | -  | -   | -   | -    | -   | -        | -        |
| じもとっこスイーツ♪                              | まり花&心菜 &めう   | ○      | -  | -   | -        | ○     | -        | -        | ○    | -  | -   | -   | -    | -   | -        | -        |
| バイナリスター                                   | ここなつ            | -      | -  | -   | -        | ○     | -        | -        | ○    | -  | ○   | -   | -    | -   | -        | -        |
| 琥珀のくちづけ                                   | 和泉一舞            | ○      | -  | -   | -        | -     | -        | -        | -    | -  | -   | -   | -    | -   | -        | -        |
| そこはかとなくロマンセ                           | 一舞&咲子 &夏陽     | ○      | -  | -   | -        | ○     | -        | -        | -    | -  | -   | -   | -    | -   | -        | -        |
| ヒミツダイヤル                                   | ここなつ            | -      | -  | -   | -        | ○     | -        | -        | ○    | -  | ○   | -   | -    | -   | ○        | -        |
| 今夜はパジャマパーティ                           | まり花&一舞 &咲子   | ○      | -  | -   | △        | ○     | -        | -        | -    | -  | -   | -   | -    | -   | -        | -        |
| デュアルメモリ                                   | ここなつ            | -      | -  | -   | -        | ○     | -        | -        | ○    | -  | -   | -   | -    | -   | -        | -        |
| クラゲファンタジーソーダ                         | 山形まり花          | △      | -  | -   | -        | -     | -        | -        | -    | -  | -   | -   | -    | -   | -        | -        |
| jet coaster☆girl 〜まり花 edition〜              | 山形まり花          | △      | -  | -   | -        | -     | -        | -        | -    | -  | -   | -   | -    | -   | -        | -        |
| cosmic agenda 〜一舞 edition〜                   | 和泉一舞            | △      | -  | -   | -        | -     | -        | -        | -    | -  | -   | -   | -    | -   | -        | -        |
| 遠く遠く離れていても…                            | 芽兎めう            | △      | -  | -   | -        | -     | -        | -        | -    | -  | -   | -   | -    | -   | -        | -        |
| 恋はどう？モロ◎波動OK☆方程式!! 〜めう edition〜  | 芽兎めう            | △      | -  | -   | -        | -     | -        | -        | -    | -  | -   | -   | -    | -   | -        | -        |
| 空の飛び方                                       | 春日咲子            | △      | -  | -   | -        | -     | -        | -        | -    | -  | -   | -   | -    | -   | -        | -        |
| 空言の海 〜咲子 edition〜                        | 春日咲子            | △      | -  | -   | -        | -     | -        | -        | -    | -  | -   | -   | -    | -   | -        | -        |
| 寂寞たる世界の終末は                             | 霜月凛              | △      | -  | -   | △        | -     | -        | -        | -    | -  | -   | -   | -    | -   | -        | -        |
| めうめうぺったんたん!! （割印[Breakcore] Remix） | 芽兎めう            | -      | ○  | -   | -        | -     | -        | -        | -    | -  | -   | -   | -    | -   | -        | -        |
| ナナイロライト                                   | ここなつ            | -      | -  | ○   | -        | -     | -        | -        | ○    | -  | -   | -   | -    | -   | -        | -        |
| ミラクル・スイート・ スイーツ・マジック!!        | 山形まり花          | ○      | △  | -   | △        | ○     | -        | -        | ○    | -  | -   | -   | -    | -   | ○        | -        |
| ナイト・オブ・ロンド                             | 和泉一舞            | ○      | △  | -   | △        | ○     | -        | -        | ○    | -  | -   | -   | -    | -   | -        | -        |
| けもののおうじゃ★めうめう                        | 芽兎めう            | ○      | △  | -   | △        | ○     | -        | -        | ○    | -  | -   | -   | -    | -   | ○        | -        |
| Drizzly Venom                                    | 春日咲子            | ○      | △  | -   | △        | ○     | -        | -        | ○    | -  | -   | -   | -    | -   | -        | -        |
| 銃弾は解を撃ち抜いて                             | 霜月凛              | ○      | △  | -   | △        | ○     | -        | -        | ○    | -  | -   | -   | -    | -   | -        | -        |
| キリステゴメン                                   | 東雲夏陽            | ○      | △  | -   | △        | ○     | -        | -        | ○    | -  | -   | -   | -    | -   | -        | -        |
| シノビシノノメ                                   | 東雲心菜            | ○      | △  | -   | △        | ○     | -        | -        | ○    | -  | -   | -   | -    | -   | -        | -        |
| ルミナスデイズ                                   | ここなつ            | ○      | -  | ○   | △        | ○     | -        | -        | ○    | -  | -   | ○   | -    | ○   | -        | -        |
| 花のやくそく                                     | 5人全員             | ○      | -  | -   | -        | ○     | -        | -        | -    | -  | -   | ○   | -    | -   | -        | -        |
| スイーツはとまらない♪                            | まり花&咲子         | ○      | -  | ○   | △        | ○     | -        | -        | ○    | -  | -   | -   | -    | -   | -        | -        |
| 熱情のサパデアード                               | 一舞&咲子           | ○      | -  | ○   | △        | ○     | -        | -        | ○    | -  | -   | -   | -    | -   | -        | -        |
| 革命パッショネイト                               | まり花&一舞         | ○      | -  | ○   | △        | ○     | -        | -        | ○    | -  | -   | -   | -    | -   | -        | -        |
| ヒカリユリイカ                                   | ここなつ            | ○      | -  | ○   | -        | ○     | -        | -        | ○    | -  | -   | -   | -    | -   | ○        | -        |
| ベビーステップ                                   | ここなつ            | ○      | -  | ○   | △        | ○     | -        | -        | ○    | -  | -   | -   | -    | -   | -        | -        |
| ハレ トキドキ メランコリック                     | ここなつ            | -      | -  | -   | -        | -     | -        | -        | ○    | -  | -   | -   | -    | -   | -        | -        |
| Finally Dive -kors k Remix-                      | ここなつ            | -      | -  | -   | -        | -     | -        | -        | ○    | -  | -   | -   | -    | -   | -        | -        |
| Here We Are                                      | ここなつ            | -      | -  | -   | -        | -     | -        | -        | -    | -  | -   | -   | ○    | -   | -        | -        |
| ステラレギア                                     | ここなつ            | △      | -  | -   | -        | -     | -        | -        | ○    | -  | -   | -   | -    | -   | -        | -        |
| カシオペアノヒカリ                               | ここなつ            | -      | -  | -   | -        | -     | -        | -        | ○    | -  | -   | -   | -    | -   | -        | -        |
| ハートシェイプ・スピカ                           | ここなつ            | △      | -  | -   | -        | -     | -        | -        | ○    | -  | -   | -   | -    | -   | -        | -        |
| マーメイドペレパスィ                             | ここなつ            | -      | -  | -   | -        | -     | -        | -        | ○    | -  | -   | -   | -    | -   | -        | -        |
| リバース                                         | ここなつ            | -      | -  | -   | -        | -     | -        | -        | ○    | -  | -   | -   | -    | -   | -        | -        |
| メモリーズ                                       | ここなつ            | △      | -  | -   | -        | -     | -        | -        | ○    | -  | -   | -   | -    | -   | -        | -        |
| イエルウタ                                       | ここなつ            | -      | -  | -   | -        | -     | -        | -        | ○    | -  | -   | -   | -    | -   | -        | -        |
| 琥珀のくちづけ 〜まり花&一舞 duet edition〜      | まり花&一舞         | -      | -  | -   | △        | -     | -        | -        | -    | -  | -   | △   | -    | -   | -        | -        |
| ぽかぽかレトロード 〜Home Sweet Home edition〜   | 5人全員             | -      | -  | -   | -        | -     | -        | -        | -    | -  | -   | △   | -    | -   | -        | -        |
| ポラリスノウタ                                   | ここなつ            | ○      | -  | ○   | -        | ○     | -        | -        | ○    | -  | -   | ○   | ○    | -   | ○        | -        |
| ちくわパフェだよ☆CKP (Yvya Remix)                | まり花&めう         | △      | -  | ○   | △        | △     | -        | -        | △    | -  | -   | -   | -    | -   | ○        | -        |
| めうめうぺったんたん!! (ZAQUVA Remix)            | 芽兎めう            | △      | -  | ○   | -        | △     | -        | -        | △    | -  | -   | -   | △    | -   | ○        | -        |
| イマココ!この瞬間                                | 7人全員             | ○      | -  | ○   | ○        | △     | -        | -        | -    | -  | -   | -   | -    | -   | -        | -        |
| ロマンシングエスケープ                           | ここなつ            | ○      | -  | ○   | -        | ○     | -        | -        | ○    | -  | -   | ○   | ○    | -   | ○        | -        |

- 『DDR』、『GITADORA』、『DE』、『BS』では「ちくわパフェだよ☆CKP」に専用アニメーションムービーが搭載されている。
- 『DDR』、『BS』、『DE』では「チョコレートスマイル」に専用ムービーが搭載されている。このムービーは『DE』の振り付けが元になっている。
- 『DDR』、『GITADORA』、『BS』では「黒髪乱れし修羅となりて〜凛 edition〜」に専用アニメーションムービーが搭載されている。このムービーでの衣装はイベント「日向美ちくわ姫決定戦」でユーザーから募集したリクエストを反映したものとなっている。
- 『BS』に収録された「ひなビタ♪」楽曲には全て、各曲専用のアニメーションムービーが搭載されていた。上記以外の楽曲では、「めうめうぺったんたん!!」「凛として咲く花の如く 〜ひなビタ♪ edition〜」「カタルシスの月」「滅亡天使 † にこきゅっぴん」「乙女繚乱 舞い咲き誇れ」「ツーマンライブ」「キモチコネクト」「さよならトリップ 〜夏陽 EDM edition〜」「魔法のたまご 〜心菜 ELECTRO POP edition〜」「neko*neko」「漆黒のスペシャルプリンセスサンデー」「地方創生☆チクワクティクス」「激アツ☆マジヤバ☆チアガール」「フラッター現象の顛末と単一指向性の感情論」に搭載されていた。
  - 『GITADORA』でも、後に前記のうち「滅亡天使 † にこきゅっぴん」「めうめうぺったんたん!!」「カタルシスの月」「凛として咲く花の如く 〜ひなビタ♪ edition〜」「乙女繚乱 舞い咲き誇れ」「neko*neko」「漆黒のスペシャルプリンセスサンデー」の専用ムービーが搭載されている。また、独自に「けもののおうじゃ★めうめう」にも専用ムービーが搭載されている。
  - 『DDR』でも、後に前記のうち「めうめうぺったんたん!!」「凛として咲く花の如く 〜ひなビタ♪ edition〜」「滅亡天使 † にこきゅっぴん」「乙女繚乱 舞い咲き誇れ」「neko*neko」「漆黒のスペシャルプリンセスサンデー」「さよならトリップ 〜夏陽 EDM edition〜」「魔法のたまご 〜心菜 ELECTRO POP edition〜」「地方創生☆チクワクティクス」「激アツ☆マジヤバ☆チアガール」の専用ムービーが搭載されている。
- 『REFLEC』では各曲でプレー回数等の条件を満たすとひなビタ♪楽曲のジャケット画像のキャラクターアイコンを入手・使用できた。『悠久のリフレシア』以降は廃止されたが、代わりに各メンバーのキャラカードが登場している。
- 『jubeat』では『prop』以降、jboxで入手することでひなビタ♪楽曲のジャケット画像を元にしたEMBLEMを入手・使用できる。
- 『pop'n』では各曲の担当キャラクターとしてポップン風のひなビタ♪メンバーが登場し、プレイヤーキャラクターとしても使用できる。『ラピストリア』からは「ここなつ」の2人も登場。
- 『ダガッキ』では各曲プレー時にひなビタ♪メンバーのお面が付く。
- 『GITADORA』ではイベントによりひなビタ♪メンバーのバトルキャラを獲得・使用できる。
- 『SDVX』では「ひなビタ♪」のジェネシスカードが用意され、特定のジェネシスカードを入手することでゲーム中のナビゲートを務めるネメシスクルーとして「芽兎めう」「東雲夏陽」「東雲心菜」「霜月凛」「和泉一舞」、それをサポートするサブクルーとして他のメンバーやサブキャラクターをそれぞれ獲得・使用できる。また、『ひなビタ♪ Five Drops』の特典デジタルコンテンツなどで、ひなビタ♪メンバーがアピールカードとして登場。
- 『MSC』では『ひなビタ♪ Five Drops』の特典デジタルコンテンツや期間限定キャンペーンなどで、ひなビタ♪メンバーがゲーム内カード「Grafica（グラフィカ）」として入手可能。「Grafica」に声優は設定されていない。
- 『BS』ではゲーム内で設定できる隠しアイボウとしてここなつの2人が登場していた。

### スマートフォン・タブレット
スマートフォン・タブレット向け各種BEMANIシリーズのアプリでも配信が行われている。『GITADORA』以外は有料ダウンロード配信曲パックとして、それぞれ4曲ずつがセットになって収録されている。一部の楽曲はアーケード版に先行して収録されることがある。
『jubeat plus』/『jubeat』（iOS、Android）
iOSでは2013年5月15日より「ひなビタ pack」、2013年12月11日より「ひなビタ pack 2」、2015年3月24日より「ひなビタ pack 3」「ひなビタ pack 4」、2015年12月10日より「ここなつ pack」、2015年12月18日より「ここなつ pack 2」、2017年3月1日より「Five Drops pack 1」、2017年3月8日より「Five Drops pack 2」、2017年3月15日より「Five Drops pack 3」、2017年3月22日より「Five Drops pack 4」、2017年3月29日より「Five Drops pack 5」と「ひなビタ pack 5」を配信。
Androidでは各種リリース日以降、iOS版での配信日に準ずる。
また、2017年3月1日から3月31日までの期間限定でコラボとしてアプリ内にも日向美ビタースイーツ♪のメンバーたちが登場。
2021年5月7日よりアップデート配信の『jubeat』では、配信時点で全て「plusモード」専用曲となっており、未所持の楽曲は無償分を含む「jBlock」で解禁可能。
『REFLEC BEAT plus』（iOS）
2013年5月15日より「ひなビタ PACK」、2013年12月11日より「ひなビタ PACK 2」、2015年6月19日より「ひなビタ PACK 3」「ひなビタ PACK 4」、2015年12月10日より「ここなつ PACK」、2015年12月18日より「ここなつ PACK 2」、2017年3月1日より「Five Drops PACK 1」、2017年3月8日より「Five Drops PACK 2」、2017年3月15日より「Five Drops PACK 3」、2017年3月22日より「Five Drops PACK 4」、2017年3月29日より「Five Drops PACK 5」と「ひなビタ PACK 5」を配信。
また、2017年3月1日から3月31日までの期間限定でコラボとしてアプリ内にも日向美ビタースイーツ♪のメンバーたちが登場。
『GITADORA』（iOS、Android） / サービス終了済
iOSでは2013年8月19日より、Androidでは2013年8月27日よりアップデートされたver.3.0.0以降にて、アーケード版『GITADORA』で一度プレーした（一部を除く）隠し楽曲をe-AMUSEMENT連動によりコレクションモードにて解禁可能になっており、「ひなビタ♪」楽曲もその対象に含まれていた。アプリ上での楽曲の解禁には有料アイテムであるミュージックキーの購入および使用が必要。
2016年3月30日よりアーケード版の新規追加曲には未対応となっており、同日以降に追加された楽曲は購入不可となっている（同日より前に追加された楽曲は下記の配信終了まで引き続き購入可能だった）。
2016年11月14日をもって楽曲パック配信を終了。同年12月15日をもってサービス終了となった。
『ポップン リズミン』（iOS） / サービス終了済
2013年12月26日より「ひなビタ♪パック1」、2014年3月19日より「ひなビタ♪パック2」を配信。
2016年8月4日をもって楽曲パック配信を終了。同年8月31日をもってサービス終了となった。
数字：配信パックのナンバー（無印は「ひなビタ」パック、「こ」は「ここなつ」パック、「F」は「Five Drops」パック）、△：連動解禁が必要な曲、-：未収録
| 楽曲名                                           | ボーカル            | jubeat | Rb  | ギタドラ | pop'n |
| ------------------------------------------------ | ------------------- | ------ | --- | -------- | ----- |
| 恋とキングコング                                 | 山形まり花          | 1      | 1   | △        | 1     |
| イブの時代っ!                                    | 和泉一舞            | 1      | 1   | △        | 2     |
| めうめうぺったんたん!!                           | 芽兎めう            | 1      | 1   | △        | 1     |
| とってもとっても、ありがとう。                   | 春日咲子            | 1      | 1   | △        | 1     |
| 虚空と光明のディスクール                         | 霜月凛              | 2      | 2   | △        | -     |
| 凛として咲く花の如く 〜ひなビタ♪ edition〜       | 全員                | 2      | 2   | △        | -     |
| ちくわパフェだよ☆CKP                             | まり花&めう         | 2      | 2   | △        | 2     |
| カタルシスの月                                   | 凛&一舞             | 2      | 2   | △        | 1     |
| ホーンテッド★メイドランチ                        | 咲子&めう           | 3      | 3   | ○        | 2     |
| 走れメロンパン                                   | まり花&一舞         | 3      | 3   | △        | -     |
| 滅びに至るエランプシス                           | 凛&咲子             | 3      | 3   | △        | 2     |
| ミライプリズム                                   | ここなつ            | こ1    | こ1 | -        | -     |
| 都会征服Girls☆                                   | 一舞&めう           | 3      | 3   | △        | -     |
| 温故知新でいこっ!                                | 咲子&まり花         | 4      | 4   | △        | -     |
| キミヱゴサーチ                                   | ここなつ            | こ1    | こ1 | -        | -     |
| 滅亡天使 † にこきゅっぴん                        | 凛&めう             | 4      | 4   | △        | -     |
| ポメグラネイト                                   | ここなつ            | こ1    | こ1 | -        | -     |
| 乙女繚乱 舞い咲き誇れ                            | 一舞&咲子           | 4      | 4   | △        | -     |
| ツーマンライブ                                   | 東雲夏陽            | こ2    | こ2 | -        | -     |
| キモチコネクト                                   | 東雲心菜            | こ2    | こ2 | -        | -     |
| 水月鏡花のコノテーション                         | まり花&凛           | 4      | 4   | △        | -     |
| チョコレートスマイル                             | 7人全員             | 5      | 5   | -        | -     |
| ミライプリズム (collaboration ver.)              | ここなつ            | こ1    | こ1 | -        | -     |
| さよならトリップ 〜夏陽 EDM edition〜            | 東雲夏陽            | こ2    | こ2 | -        | -     |
| 魔法のたまご 〜心菜 ELECTRO POP edition〜        | 東雲心菜            | こ2    | こ2 | -        | -     |
| ロンロンへ ライライライ!                         | ここなつ            | -      | -   | -        | -     |
| neko*neko                                        | 山形まり花          | F1     | F1  | △        | -     |
| 激アツ☆マジヤバ☆チアガール                       | 和泉一舞            | F2     | F2  | △        | -     |
| 漆黒のスペシャルプリンセスサンデー               | 春日咲子            | F4     | F4  | △        | -     |
| 地方創生☆チクワクティクス                        | 芽兎めう            | F3     | F3  | △        | -     |
| コンフェイト＊コンチェルト                       | ここなつ            | -      | -   | -        | -     |
| 闇夜舞踏会 -緋碧と蝶のためのmasquerade-          | ここなつ            | -      | -   | -        | -     |
| 千客万来☆無問題!                                 | ここなつ            | -      | -   | -        | -     |
| ムラサキグルマ                                   | ここなつ            | -      | -   | -        | -     |
| フラッター現象の顛末と単一指向性の感情論         | 霜月凛              | F5     | F5  | △        | -     |
| Finally Dive                                     | ここなつ            | -      | -   | -        | -     |
| 「ここなつ☆」は夢のカタチ                        | ここなつ            | -      | -   | -        | -     |
| アナーキーインザ夕景                             | ここなつ            | -      | -   | -        | -     |
| モラトリアムノオト                               | 東雲夏陽            | -      | -   | -        | -     |
| キズナ                                           | 東雲心菜            | -      | -   | -        | -     |
| ぽかぽかレトロード                               | 山形まり花          | F1     | F1  | △        | -     |
| 完全無欠の無重力ダイブ                           | 和泉一舞            | F2     | F2  | △        | -     |
| エキサイティング!!も・ちゃ・ちゃ☆                | 芽兎めう            | F3     | F3  | △        | -     |
| とびっきりのふわっふわ                           | 春日咲子            | F4     | F4  | △        | -     |
| 3 A.M. ディテクティブ・ゲーム                    | 霜月凛              | F5     | F5  | △        | -     |
| 黒髪乱れし修羅となりて 〜凛 edition〜            | 霜月凛              | F5     | F5  | -        | -     |
| 双星ルミネセンス                                 | 一舞&夏陽           | F2     | F2  | -        | -     |
| 倉野川音頭                                       | 5人全員& ひなちくん | -      | -   | -        | -     |
| じもとっこスイーツ♪                              | まり花&心菜 &めう   | 5      | 5   | -        | -     |
| バイナリスター                                   | ここなつ            | -      | -   | -        | -     |
| 琥珀のくちづけ                                   | 和泉一舞            | -      | -   | -        | -     |
| そこはかとなくロマンセ                           | 一舞&咲子 &夏陽     | 5      | 5   | -        | -     |
| ヒミツダイヤル                                   | ここなつ            | -      | -   | -        | -     |
| 今夜はパジャマパーティ                           | まり花&一舞 &咲子   | 5      | 5   | -        | -     |
| デュアルメモリ                                   | ここなつ            | -      | -   | -        | -     |
| クラゲファンタジーソーダ                         | 山形まり花          | F1     | F1  | -        | -     |
| jet coaster☆girl 〜まり花 edition〜              | 山形まり花          | F1     | F1  | -        | -     |
| cosmic agenda 〜一舞 edition〜                   | 和泉一舞            | F2     | F2  | -        | -     |
| 遠く遠く離れていても…                            | 芽兎めう            | F3     | F3  | -        | -     |
| 恋はどう？モロ◎波動OK☆方程式!! 〜めう edition〜  | 芽兎めう            | F3     | F3  | -        | -     |
| 空の飛び方                                       | 春日咲子            | F4     | F4  | -        | -     |
| 空言の海 〜咲子 edition〜                        | 春日咲子            | F4     | F4  | -        | -     |
| 寂寞たる世界の終末は                             | 霜月凛              | F5     | F5  | -        | -     |
| めうめうぺったんたん!! （割印[Breakcore] Remix） | 芽兎めう            | -      | -   | -        | -     |
| ナナイロライト                                   | ここなつ            | -      | -   | -        | -     |
| ミラクル・スイート・スイーツ・マジック!!         | 山形まり花          | -      | -   | -        | -     |
| ナイト・オブ・ロンド                             | 和泉一舞            | -      | -   | -        | -     |
| けもののおうじゃ★めうめう                        | 芽兎めう            | -      | -   | -        | -     |
| Drizzly Venom                                    | 春日咲子            | -      | -   | -        | -     |
| 銃弾は解を撃ち抜いて                             | 霜月凛              | -      | -   | -        | -     |
| キリステゴメン                                   | 東雲夏陽            | -      | -   | -        | -     |
| シノビシノノメ                                   | 東雲心菜            | -      | -   | -        | -     |
| ルミナスデイズ                                   | ここなつ            | -      | -   | -        | -     |
| 花のやくそく                                     | 5人全員             | -      | -   | -        | -     |
| スイーツはとまらない♪                            | まり花&咲子         | -      | -   | -        | -     |
| 熱情のサパデアード                               | 一舞&咲子           | -      | -   | -        | -     |
| 革命パッショネイト                               | まり花&一舞         | -      | -   | -        | -     |
| ヒカリユリイカ                                   | ここなつ            | -      | -   | -        | -     |
| ベビーステップ                                   | ここなつ            | -      | -   | -        | -     |
| ハレ トキドキ メランコリック                     | ここなつ            | -      | -   | -        | -     |
| Finally Dive -kors k Remix-                      | ここなつ            | -      | -   | -        | -     |
| Here We Are                                      | ここなつ            | -      | -   | -        | -     |
| ステラレギア                                     | ここなつ            | -      | -   | -        | -     |
| カシオペアノヒカリ                               | ここなつ            | -      | -   | -        | -     |
| ハートシェイプ・スピカ                           | ここなつ            | -      | -   | -        | -     |
| マーメイドペレパスィ                             | ここなつ            | -      | -   | -        | -     |
| リバース                                         | ここなつ            | -      | -   | -        | -     |
| メモリーズ                                       | ここなつ            | -      | -   | -        | -     |
| イエルウタ                                       | ここなつ            | -      | -   | -        | -     |
| 琥珀のくちづけ 〜まり花&一舞 duet edition〜      | まり花&一舞         | -      | -   | -        | -     |
| ぽかぽかレトロード 〜Home Sweet Home edition〜   | 5人全員             | -      | -   | -        | -     |
| ポラリスノウタ                                   | ここなつ            | -      | -   | -        | -     |
| ちくわパフェだよ☆CKP (Yvya Remix)                | まり花&めう         | -      | -   | -        | -     |
| めうめうぺったんたん!! (ZAQUVA Remix)            | 芽兎めう            | -      | -   | -        | -     |
| イマココ!この瞬間                                | 7人全員             | -      | -   | -        | -     |
| ロマンシングエスケープ                           | ここなつ            | -      | -   | -        | -     |

### コナステ
Windows PC向けのコナステ配信タイトルの一部に楽曲が登場している。
『SOUND VOLTEX』シリーズ
2017年6月15日より配信された『SOUND VOLTEX III GRAVITY WARS』のオープンβテストの収録曲としてアーケード版『III』から28曲を配信。その後、2019年8月1日の大型アップデート等で多数の楽曲が追加配信されている。REGULARコースでは全て無条件でプレイ可能だが、INFINITEコースでは一部の楽曲が未配信もしくはマンスリー特典楽曲および有料追加パック配信曲となっている。
2021年12月1日より正式サービス開始の『SOUND VOLTEX EXCEED GEAR』においても基本的に同様だが、REGULARコースに相当するものが廃止され、月替わりのBLASTER解禁楽曲が登場している。これにより、『III』におけるREGULARコース限定曲がプレイ不可能となったが、後にBLASTER ENERGY解禁曲として順次再配信されている。2023年6月1日をもって、旧マンスリー特典楽曲は全てBLASTER ENGERY解禁曲に移行している。
『ノスタルジア』
2020年10月19日より『ノスタルジア Op.3』として配信されたオープンアルファテストの収録曲として「チョコレートスマイル」が登場していたが、2021年2月1日より配信の正式サービス版『ノスタルジア』では未収録となっていた。
その後、2023年12月21日配信の「ひなビタ♪ sweet セレクション楽曲パック vol.1」にて「チョコレートスマイル」を含む16曲が追加配信された。
『pop'n music Lively』
2021年4月7日よりマンスリーボーナス特典楽曲として「ちくわパフェだよ☆CKP」を配信。同月末までに月額コース「pop'n music Livelyベーシックコース」に加入した状態でプレーすれば常駐する。その後、2022年4月6日より「Livelyチケット」との交換で挑戦できるチケットクエスト解禁楽曲として再登場。
その後、2023年12月21日配信の「ひなビタ♪セレクション 楽曲パック vol.1」にて楽曲15曲＋「ちくわパフェだよ☆CKP」を含む上級譜面のUPPER 5曲が追加配信された。
『GITADORA』
2021年9月13日より配信の有料追加パック「コナステ GITADORA ひなビタ♪セレクションパック」を購入することで30曲を追加配信。うち、6曲は配信時点でアーケード版に未収録の楽曲となっていた。その後も有料追加パックで楽曲が追加配信されている。
『DanceDanceRevolution GRAND PRIX』
2021年11月8日の正式サービス開始時より、有料の「DDRコナステチケット」を消費して選択できる「トライアルノーマルプレー」「アーケードノーマルプレー」「アーケードプレミアムプレー」でプレイ可能。
「グランプリプレー」では当初未収録だったが、後に発売の有料追加パックに収録された一部の楽曲のみチケット消費なしでプレー可能になる。
○:収録、△:隠し曲として収録（後に無条件解禁済みのものは○で表記）、数字：配信パックのナンバー（「ひ」は「ひなビタ♪セレクションパック」、BPL S2は「BPL S2楽曲パック」）、M：マンスリーボーナス特典曲、R:『SOUND VOLTEX III』のREGULARコース限定、AC:『DanceDanceRevolution GRAND PRIX』のアーケードプレー限定、-:未収録、予:収録予定
| 楽曲名                                           | ボーカル            | SDVX | NOS | pop'n | ギタドラ | DDR      |
| ------------------------------------------------ | ------------------- | ---- | --- | ----- | -------- | -------- |
| 恋とキングコング                                 | 山形まり花          | △    | ひ1 | ひ1   | ひ1      | -        |
| イブの時代っ!                                    | 和泉一舞            | ○    | ひ1 | ひ1   | ひ1      | -        |
| めうめうぺったんたん!!                           | 芽兎めう            | ○    | ひ1 | ひ1   | 11       | ひ3      |
| とってもとっても、ありがとう。                   | 春日咲子            | -    | -   | ひ1   | ひ1      | -        |
| 虚空と光明のディスクール                         | 霜月凛              | ○    | -   | ひ1   | ひ1      | -        |
| 凛として咲く花の如く 〜ひなビタ♪ edition〜       | 5人全員             | -    | ひ1 | -     | ひ1      | 5        |
| ちくわパフェだよ☆CKP                             | まり花&めう         | ○    | ひ1 | △     | 11       | 5        |
| カタルシスの月                                   | 凛&一舞             | ○    | -   | ひ1   | 11       | ひ3      |
| ホーンテッド★メイドランチ                        | 咲子&めう           | ○    | -   | ひ1   | 11       | AC       |
| 走れメロンパン                                   | まり花&一舞         | -    | ひ1 | ひ1   | ひ1      | ひ2      |
| 滅びに至るエランプシス                           | 凛&咲子             | ○    | ひ1 | ひ1   | ひ1      | -        |
| ミライプリズム                                   | ここなつ            | -    | -   | -     | -        | -        |
| 都会征服Girls☆                                   | 一舞&めう           | ○    | -   | ひ1   | ひ1      | ひ1      |
| 温故知新でいこっ!                                | 咲子&まり花         | -    | -   | ひ1   | ひ1      | -        |
| キミヱゴサーチ                                   | ここなつ            | -    | -   | -     | -        | -        |
| 滅亡天使 † にこきゅっぴん                        | 凛&めう             | ○    | -   | ひ1   | ひ1      | 9        |
| ポメグラネイト                                   | ここなつ            | -    | -   | -     | -        | -        |
| 乙女繚乱 舞い咲き誇れ                            | 一舞&咲子           | -    | ひ1 | ひ1   | ひ1      | 9        |
| ツーマンライブ                                   | 東雲夏陽            | -    | -   | -     | -        | -        |
| キモチコネクト                                   | 東雲心菜            | -    | -   | -     | -        | -        |
| 水月鏡花のコノテーション                         | まり花&凛           | ○    | -   | ひ1   | ひ1      | -        |
| チョコレートスマイル                             | 7人全員             | -    | ひ1 | ひ1   | ひ1      | 13       |
| ミライプリズム (collaboration ver.)              | ここなつ            | -    | -   | -     | -        | -        |
| さよならトリップ 〜夏陽 EDM edition〜            | 東雲夏陽            | -    | -   | -     | -        | 19       |
| 魔法のたまご 〜心菜 ELECTRO POP edition〜        | 東雲心菜            | -    | -   | -     | -        | 19       |
| ロンロンへ ライライライ!                         | ここなつ            | こ1  | -   | -     | -        | ひ3      |
| neko*neko                                        | 山形まり花          | ○    | ひ1 | -     | ひ1      | ひ3      |
| 激アツ☆マジヤバ☆チアガール                       | 和泉一舞            | ○    | -   | -     | ひ1      | ひ3      |
| 漆黒のスペシャルプリンセスサンデー               | 春日咲子            | ○    | -   | -     | ひ1      | ひ3      |
| 地方創生☆チクワクティクス                        | 芽兎めう            | ○    | -   | -     | ひ1      | AC       |
| コンフェイト＊コンチェルト                       | ここなつ            | ○    | -   | -     | -        | ひ1      |
| 闇夜舞踏会 -緋碧と蝶のためのmasquerade-          | ここなつ            | こ1  | -   | -     | -        | -        |
| 千客万来☆無問題!                                 | ここなつ            | ○    | -   | -     | -        | ひ2      |
| ムラサキグルマ                                   | ここなつ            | ○    | -   | -     | -        | ひ3      |
| フラッター現象の顛末と 単一指向性の感情論        | 霜月凛              | ○    | -   | -     | ひ1      | -        |
| Finally Dive                                     | ここなつ            | ○    | -   | -     | -        | ひ1      |
| 「ここなつ☆」は夢のカタチ                        | ここなつ            | ○    | -   | -     | -        | -        |
| アナーキーインザ夕景                             | ここなつ            | ○    | -   | -     | ひ2      | -        |
| モラトリアムノオト                               | 東雲夏陽            | ○    | -   | -     | ひ1      | -        |
| キズナ                                           | 東雲心菜            | こ1  | -   | -     | -        | -        |
| ぽかぽかレトロード                               | 山形まり花          | -    | -   | -     | ひ1      | -        |
| 完全無欠の無重力ダイブ                           | 和泉一舞            | -    | -   | -     | ひ1      | -        |
| エキサイティング!!も・ちゃ・ちゃ☆                | 芽兎めう            | -    | -   | -     | ひ1      | AC       |
| とびっきりのふわっふわ                           | 春日咲子            | -    | -   | -     | ひ1      | -        |
| 3 A.M. ディテクティブ・ゲーム                    | 霜月凛              | -    | ひ1 | -     | ひ1      | -        |
| 黒髪乱れし修羅となりて 〜凛 edition〜            | 霜月凛              | ○    | -   | -     | ひ1      | 19       |
| 双星ルミネセンス                                 | 一舞&夏陽           | こ1  | -   | -     | ひ1      | -        |
| 倉野川音頭                                       | 5人全員& ひなちくん | -    | -   | -     | -        | 19       |
| じもとっこスイーツ♪                              | まり花&心菜 &めう   | -    | -   | -     | -        | -        |
| バイナリスター                                   | ここなつ            | ○    | -   | -     | -        | -        |
| 琥珀のくちづけ                                   | 和泉一舞            | -    | -   | -     | -        | -        |
| そこはかとなくロマンセ                           | 一舞&咲子 &夏陽     | -    | -   | -     | -        | -        |
| ヒミツダイヤル                                   | ここなつ            | ○    | -   | -     | -        | -        |
| 今夜はパジャマパーティ                           | まり花&一舞 &咲子   | -    | -   | -     | -        | -        |
| デュアルメモリ                                   | ここなつ            | ○    | -   | -     | -        | -        |
| クラゲファンタジーソーダ                         | 山形まり花          | -    | -   | -     | -        | -        |
| jet coaster☆girl 〜まり花 edition〜              | 山形まり花          | -    | -   | -     | -        | -        |
| cosmic agenda 〜一舞 edition〜                   | 和泉一舞            | -    | -   | -     | -        | -        |
| 遠く遠く離れていても…                            | 芽兎めう            | -    | -   | -     | -        | -        |
| 恋はどう？モロ◎波動OK☆方程式!! 〜めう edition〜  | 芽兎めう            | -    | -   | -     | -        | -        |
| 空の飛び方                                       | 春日咲子            | -    | -   | -     | -        | -        |
| 空言の海 〜咲子 edition〜                        | 春日咲子            | -    | -   | -     | -        | -        |
| 寂寞たる世界の終末は                             | 霜月凛              | -    | -   | -     | ひ1      | -        |
| めうめうぺったんたん!! （割印[Breakcore] Remix） | 芽兎めう            | -    | -   | -     | -        | -        |
| ナナイロライト                                   | ここなつ            | △    | -   | -     | -        | ひ2      |
| ミラクル・スイート・ スイーツ・マジック!!        | 山形まり花          | R    | -   | -     | 9        | -        |
| ナイト・オブ・ロンド                             | 和泉一舞            | △    | -   | -     | 9        | -        |
| けもののおうじゃ★めうめう                        | 芽兎めう            | R    | -   | -     | 9        | -        |
| Drizzly Venom                                    | 春日咲子            | △    | -   | -     | 9        | -        |
| 銃弾は解を撃ち抜いて                             | 霜月凛              | △    | -   | -     | 9        | -        |
| キリステゴメン                                   | 東雲夏陽            | △    | -   | -     | 9        | -        |
| シノビシノノメ                                   | 東雲心菜            | △    | -   | -     | 9        | -        |
| ルミナスデイズ                                   | ここなつ            | △    | ひ1 | -     | ひ2      | ひ3      |
| 花のやくそく                                     | 5人全員             | -    | ひ1 | -     | -        | -        |
| スイーツはとまらない♪                            | まり花&咲子         | △    | -   | -     | ひ2      | BPL S2 5 |
| 熱情のサパデアード                               | 一舞&咲子           | △    | -   | -     | ひ1      | BPL S2 5 |
| 革命パッショネイト                               | まり花&一舞         | 12   | -   | -     | ひ1      | BPL S2 5 |
| ヒカリユリイカ                                   | ここなつ            | △    | -   | -     | -        | ひ3      |
| ベビーステップ                                   | ここなつ            | △    | -   | -     | ひ1      | ひ3      |
| ハレ トキドキ メランコリック                     | ここなつ            | 11   | -   | -     | -        | -        |
| Finally Dive -kors k Remix-                      | ここなつ            | 12   | -   | -     | -        | -        |
| Here We Are                                      | ここなつ            | -    | -   | -     | -        | -        |
| ステラレギア                                     | ここなつ            | こ1  | -   | -     | -        | -        |
| カシオペアノヒカリ                               | ここなつ            | こ1  | -   | -     | -        | -        |
| ハートシェイプ・スピカ                           | ここなつ            | こ1  | -   | -     | -        | -        |
| マーメイドペレパスィ                             | ここなつ            | こ1  | -   | -     | -        | -        |
| リバース                                         | ここなつ            | -    | -   | -     | -        | -        |
| メモリーズ                                       | ここなつ            | こ1  | -   | -     | -        | -        |
| イエルウタ                                       | ここなつ            | こ1  | -   | -     | -        | -        |
| 琥珀のくちづけ 〜まり花&一舞 duet edition〜      | まり花&一舞         | -    | ひ1 | -     | ひ2      | -        |
| ぽかぽかレトロード 〜Home Sweet Home edition〜   | 5人全員             | -    | ひ1 | -     | -        | -        |
| ポラリスノウタ                                   | ここなつ            | -    | ひ1 | -     | -        | AC       |
| ちくわパフェだよ☆CKP (Yvya Remix)                | まり花&めう         | -    | -   | -     | ひ2      | ひ2      |
| めうめうぺったんたん!! (ZAQUVA Remix)            | 芽兎めう            | -    | -   | -     | -        | ひ1      |
| イマココ!この瞬間                                | 7人全員             | -    | -   | -     | -        | AC       |
| ロマンシングエスケープ                           | ここなつ            | -    | -   | -     | -        | AC       |